# Estilo Luís XV

Madame de Pompadour, por La Tour, 1755, Louvre, Paris.

O estilo Luís XV designa um estilo de decoração de interiores e mobiliário que se desenvolve a partir de França durante o reinado de Luís XV, entre aproximadamente 1730 e 1750-60 (não englobando todo o período do reinado até 1774). Este estilo é influenciado pelas linhas fluidas e graciosas do rococó e pelo seu repertório de motivos ornamentais, situando-se entre o estilo regência, onde já dá os primeiros passos, e o estilo Luís XVI, que se caracteriza por uma maior rigidez e austeridade. É considerado um dos estilos estéticos franceses de maior impacto, sendo, por isso, alvo dos mais diversos revivalismos ao longo do tempo.
De um modo geral, a estética vai estar ao serviço da mentalidade da época, da busca dos prazeres do quotidiano e intimamente ligado à figura feminina, a sua maior inspiração e a autoridade em matéria de decoração na corte. Provavelmente a figura de maior destaque no impulso das artes decorativas é Madame de Pompadour, amante do rei, que o  incentiva a promover a produção artística, como no caso da oficina de porcelana de Vincennes (mais tarde Sevres) de onde originam muitas das peças usadas neste estilo.

## Arquitetura
Ange-Jacques Gabriel, sucedeu seu pai Jacques Gabriel como arquiteto-chefe do Palácio de Versalhes de 1742 até o final do reinado de Luís XV. Suas principais obras incluem a Escola Militar de Paris, o conjunto de edifícios com vista para a Praça da Concórdia (1761-1770) e o Petit Trianon em Versalhes (1764). Ao longo do reinado de Luís XV, enquanto os interiores eram ricamente decorados, as fachadas gradualmente se tornaram mais simples, menos ornamentadas e mais clássicas. As fachadas projetadas por Ange-Jacques Gabriel foram cuidadosamente harmonizadas por fileiras de janelas e colunas e, em grandes edifícios como a Praça da Concórdia, as fachadas muitas vezes apresentavam arcadas no nível da rua e frontões clássicos ou balaustradas na linha do telhado. As características ornamentais às vezes incluíam sacadas com ferro forjado trabalhado com desenhos rocailles ondulantes, semelhantes à decoração dos interiores.

A arquitetura religiosa do período também era sóbria e monumental, e tendia, no final do reinado de Luís XV, para o neoclássico. Os principais exemplos incluem o Panteão, na época Igreja de Saint-Genevieve, construído de 1758 a 1790 a partir do projeto de Jacques-Germain Soufflot, e a Igreja de Saint-Philippe-du-Roule (1765-1777) por Jean Chalgrin, que apresentava uma enorme nave em abóbada.

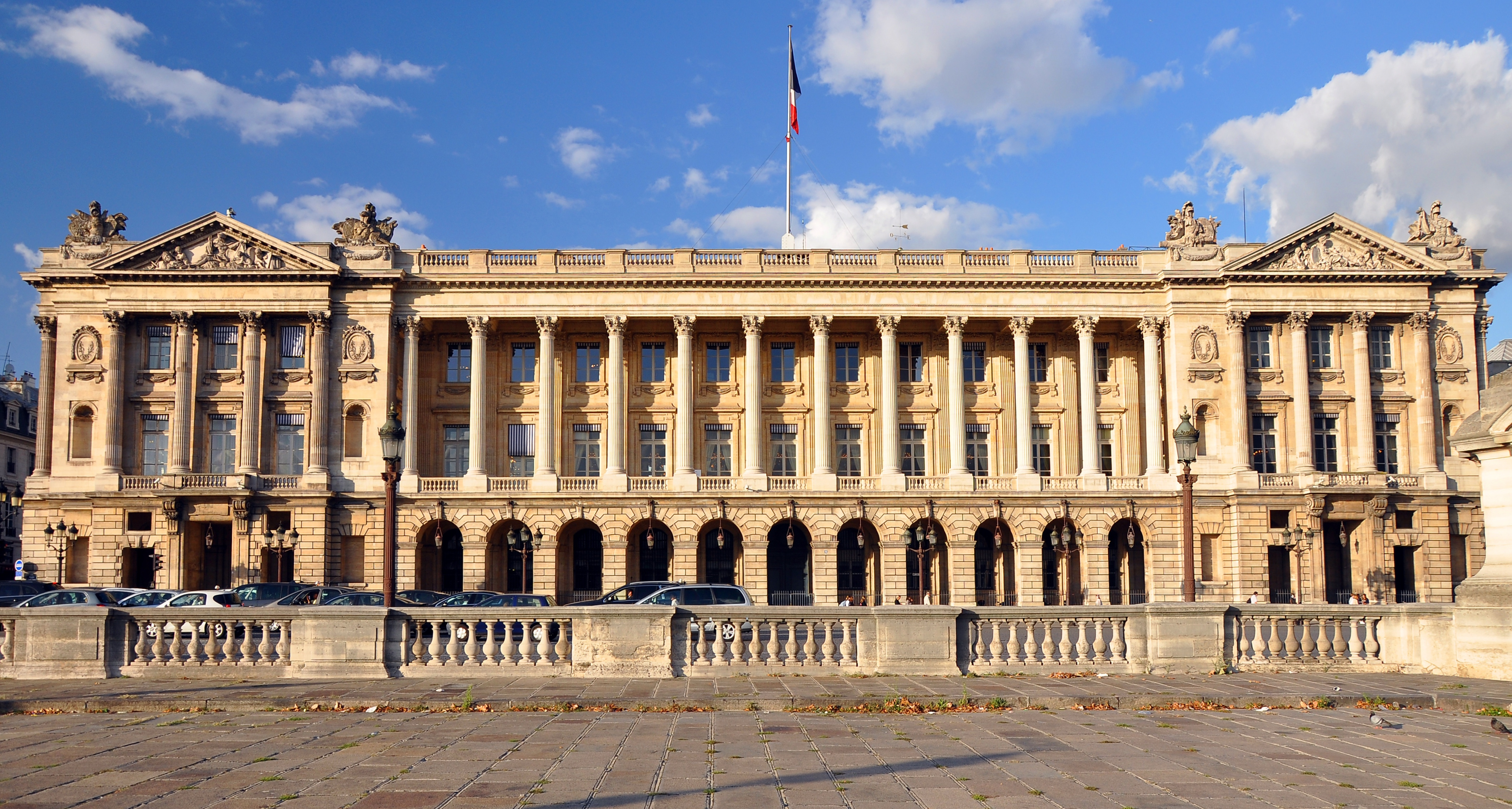
Hotel de la Marine na Praça da Concórdia (1761-70)
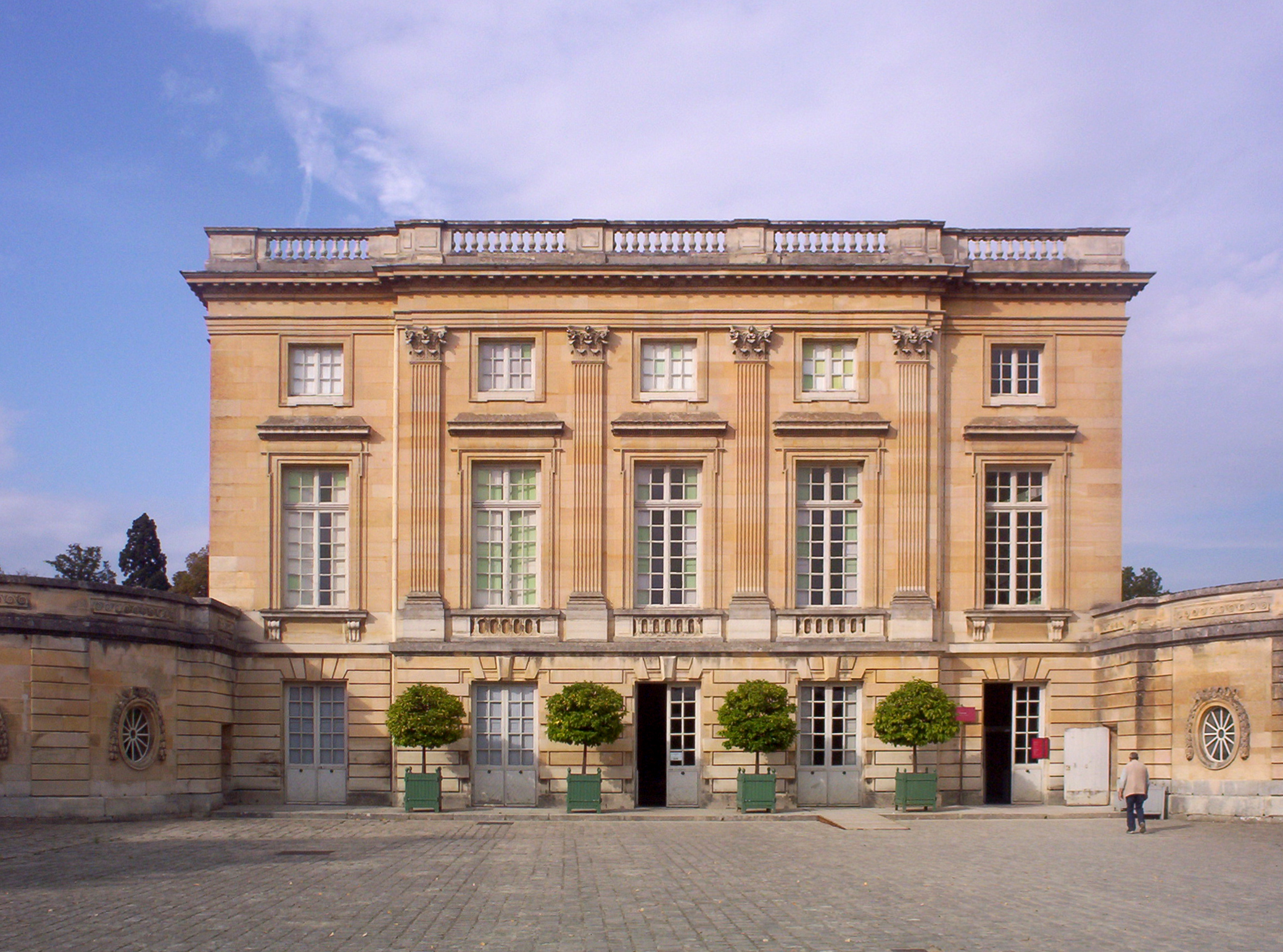
Petit Trianon (1764)
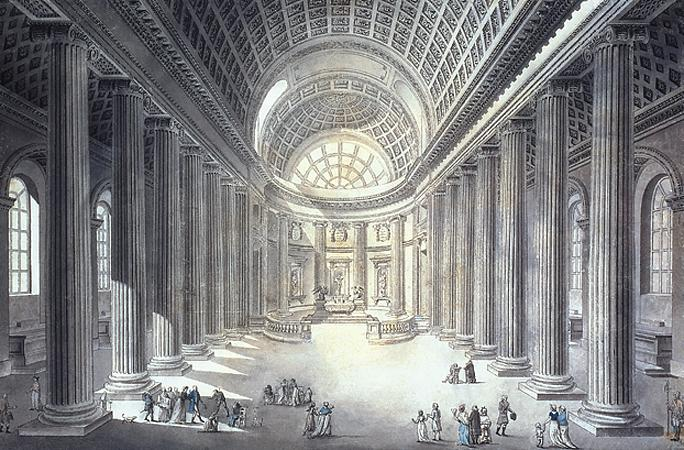
Interior da Igreja de Saint-Philippe-du-Roule, Paris (1765–70)

## Interiores
Nos interiores, onde o salão se destaca como o espaço de eleição para estar em sociedade, o pé-direito reduz em altura e aplicam-se cores suaves e tons pasteis nas paredes. O mobiliário torna-se mais confortável pela redução para uma escala mais humana e as diferentes peças (agora de fácil transporte) espalham-se por todo o espaço, convidando ao relaxamento e à intimidade. O mobiliário, que agora não fica só encostado à parede, relegado para áreas de periferia, passa a ter um trabalho mais cuidado também nas faces traseiras que antes ficavam escondidas ao olhar. O acréscimo de riqueza no seio da burguesia introduz este estilo também nos interiores habitacionais da classe média.
A decoração de interiores durante o reinado de Luís XV dividiu-se em dois períodos. O primeiro apresenta uma ornamentação rocaille com curvas sinuosas esculpidas e contra-curvas, muitas vezes em padrões florais e de vegetação, aplicados aos painéis das paredes, que frequentemente tinham medalhões no centro. Grandes espelhos eram geralmente emoldurados com folhas de palmeira esculpidas ou outra decoração floral. Ao contrário do estilo rococó, o ornamento era geralmente contido, simétrico e equilibrado. No período inicial do estilo, os desenhos eram frequentemente inspirados em versões francesas da arte chinesa, em animais -  especialmente macacos (Singerie) -, arabescos, e temas retirados de obras de artistas da época, incluindo Jean Bérain, o Jovem, Watteau e Jean Audran.

Depois de 1750, em reação aos excessos do estilo anterior, os desenhos e molduras nas paredes internas tornaram-se brancos ou de cor clara, mais geométricos, decorados com grinaldas esculpidas, rosas e coroas e ornamentados com desenhos inspirados na Grécia e Roma antigas . Este estilo foi encontrado no Salon de Compagnie no Petit Trianon, e foi o predecessor do estilo Luís XVI.

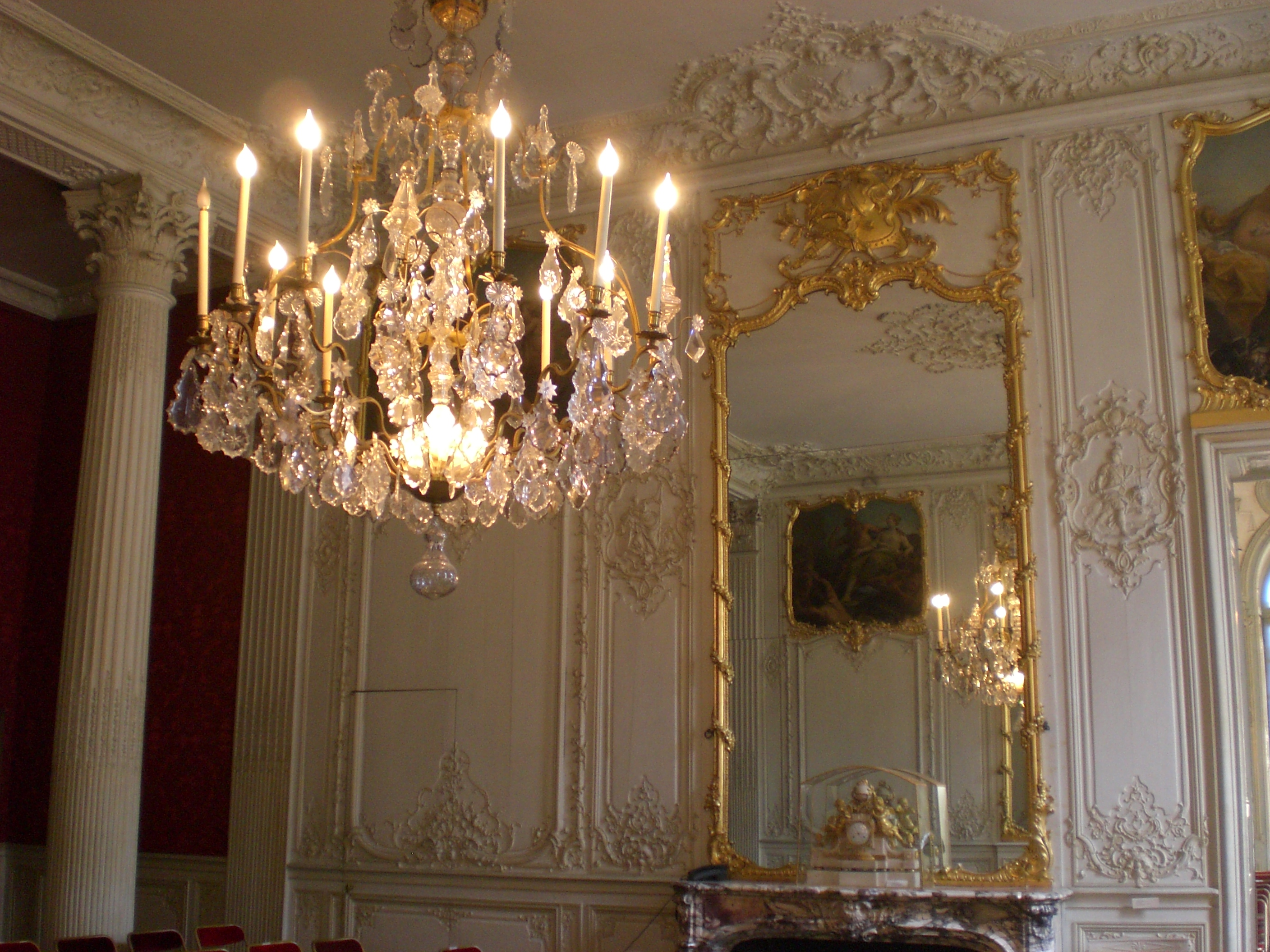
Câmara do Príncipe, Hotel de Soubise (1735–1740)
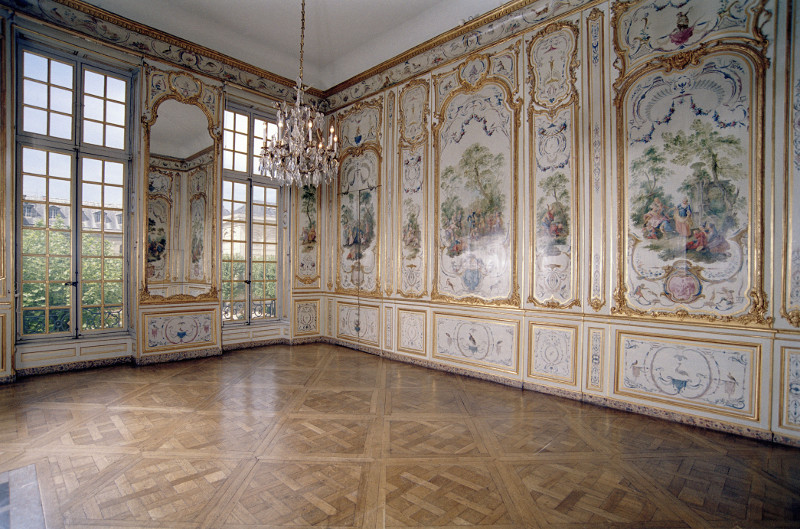
Cabinet des Singes do Hotel de Rohan, com pinturas de macacos
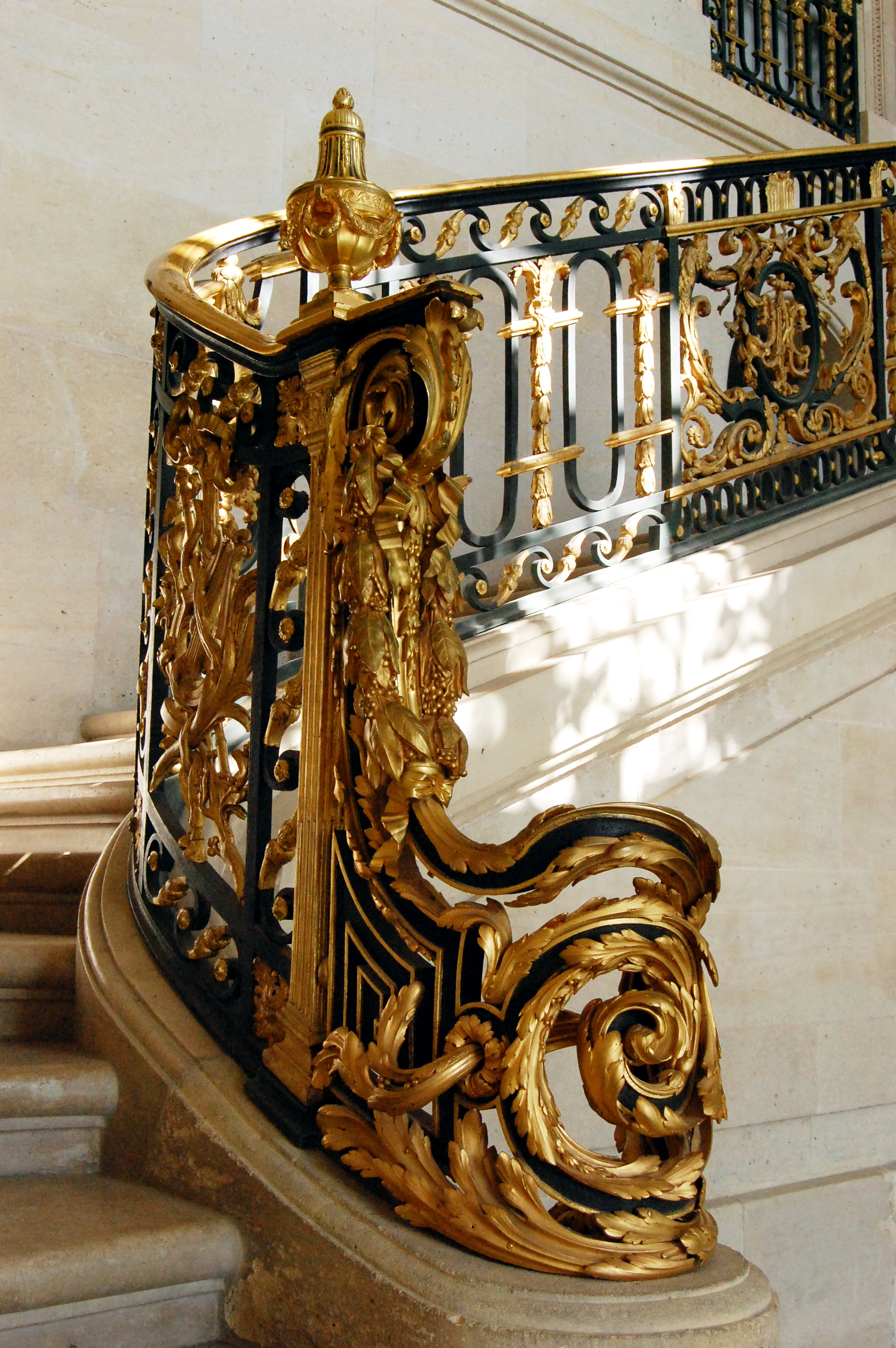
Início das escadarias no interior do Petit Trianon (1764)
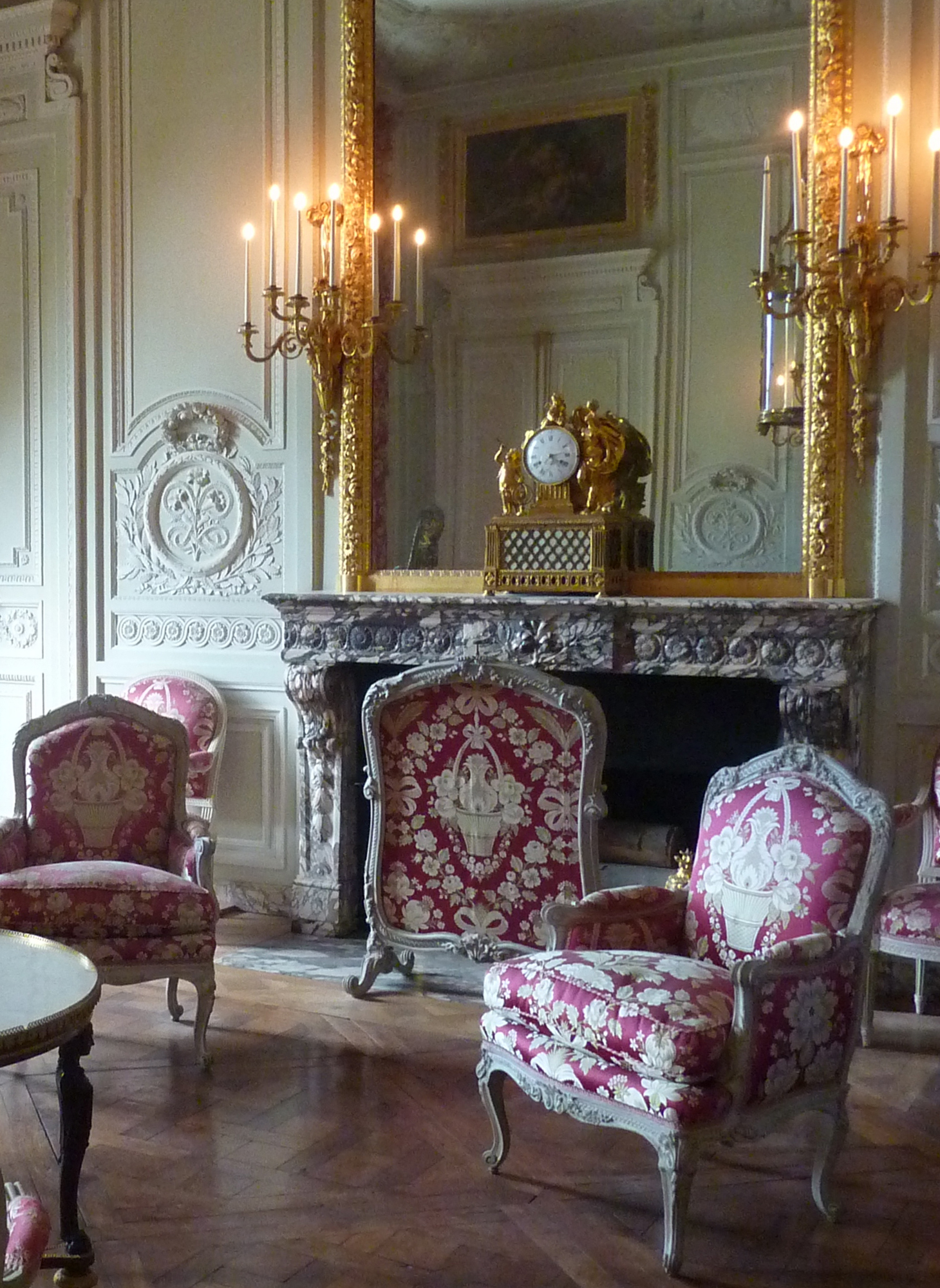
Salon de Compagnie do Petit Trianon (1765)

## Mobiliário
As cadeiras do estilo Luís XV, comparadas com as do Luís XIV, caracterizam-se pela leveza, conforto e harmonia de linhas. O apoio transversal das pernas desapareceu e as cadeiras foram projetadas para que se pudesse sentar confortavelmente. As pernas eram curvas. A decoração entalhada apresentava flores esculpidas, palmetas, conchas e folhagens. O encosto da cadeira era de violones, ligeiramente curvos como um violino. Diversas novas variantes de cadeiras surgiram, incluindo a bergere, com braços estofados, a confessional, com braços estofados e acolchoados, a Marquesa, uma bergere para duas pessoas, costas baixas e braços curtos.
A cômoda era um novo tipo de mobília que apareceu pela primeira vez no reinado de Luís XIV. Era uma cômoda apoiada em quatro pernas em forma de S. Geralmente apresentava ornamentos de bronze dourado, mas durante o reinado de Luís XV, também foi coberta com placas de madeiras exóticas de cores diferentes em padrões geométricos ou formas florais. Surgiu uma variação particular, chamada façon de Chine ou "moda chinesa", que contrastava o bronze dourado com a madeira laqueada preta. Um grande número de ébénistes habilidosos de toda a Europa foram empregados para trabalhar em cômodas de madeira e outros móveis para o rei. Eles incluíram Jean-François Oeben, Roger Vandercruse Lacroix, Gilles Joubert, Antoine Gaudreau e Martin Carlin.
Vários outros novos tipos de móveis surgiram, incluindo o chiffonier, um armário com cinco gavetas, e a table de toilette, uma espécie de escrivaninha com três venezianas, a central tendo um espelho.

Mais tarde, no reinado de Luís XV, entre 1755 e 1760, os gostos em móveis começaram a mudar. Os designs rocaille começaram a ficar mais discretos e contidos, e a influência da antiguidade e do neoclassicismo começaram a aparecer em novos designs de móveis. As cômodas passaram a ter formas mais geométricas e a decoração passou do rocaille para formas geométricas, guirlandas de folhas de carvalho, flores e motivos clássicos. Um novo tipo de gabinete alto, o Cartonnier, apareceu entre 1760 e 1765. Ele se inspirou na mitologia e arquitetura gregas, com frisos, abóbadas, cabeças de leão de bronze e outros elementos clássicos.

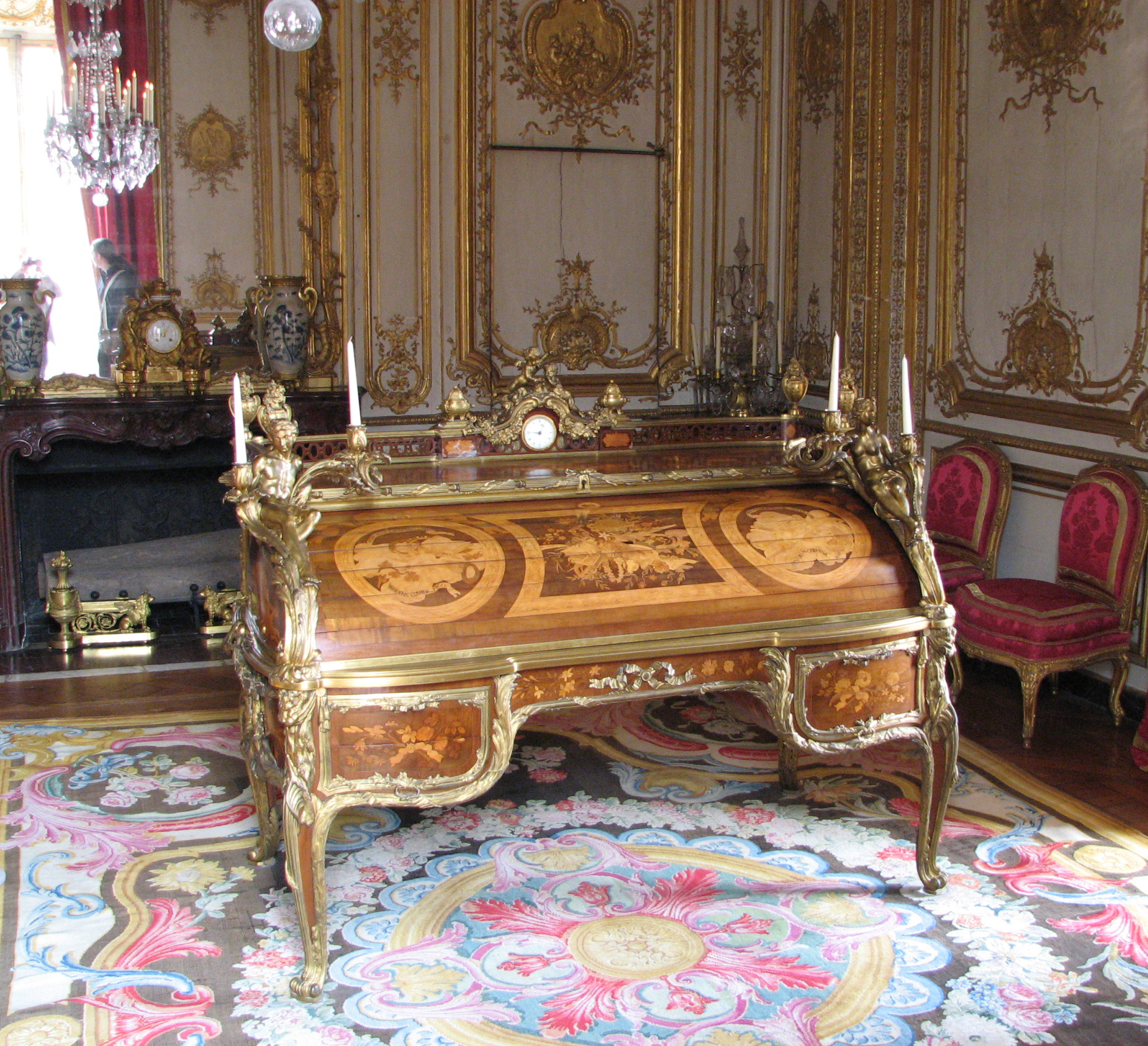
Escrivaninha do rei no Palácio de Versalhes (1760-1769)
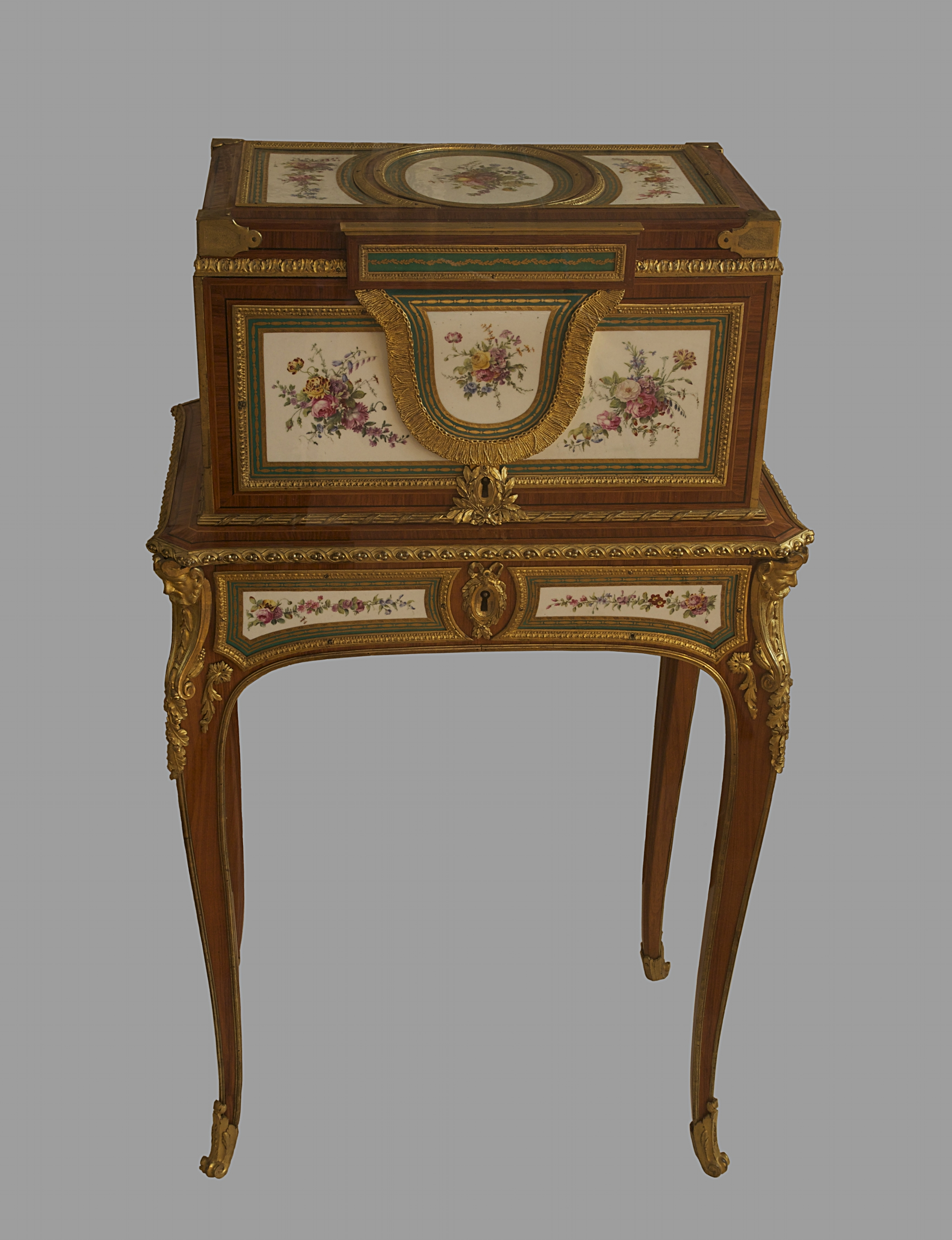
Caixa de joias da Dauphine Marie Antoinette (1770)
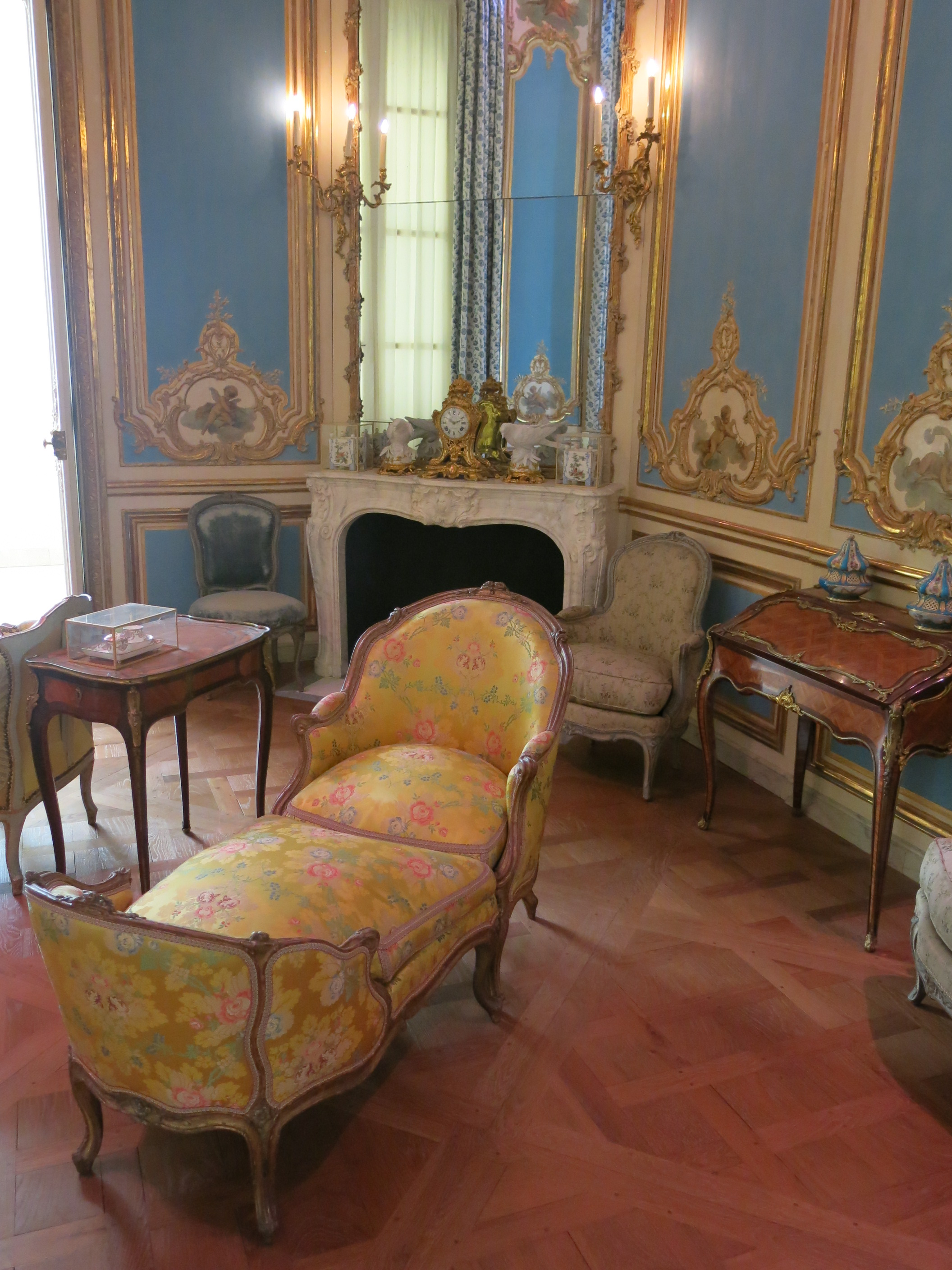
Salão Luís XV com assento para duas pessoas (Louvre)
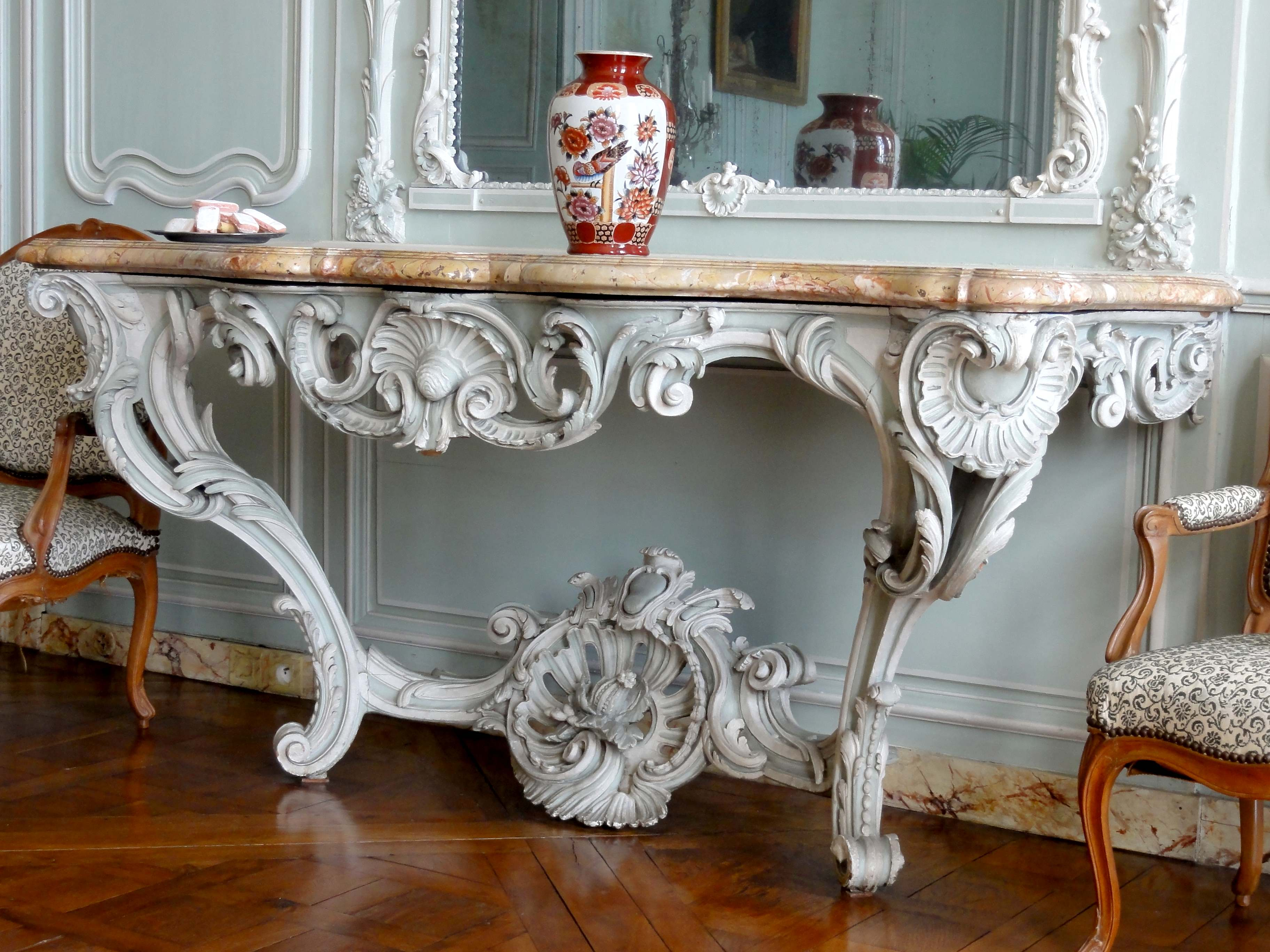
Rocaille console no Domaine de Villarceaux
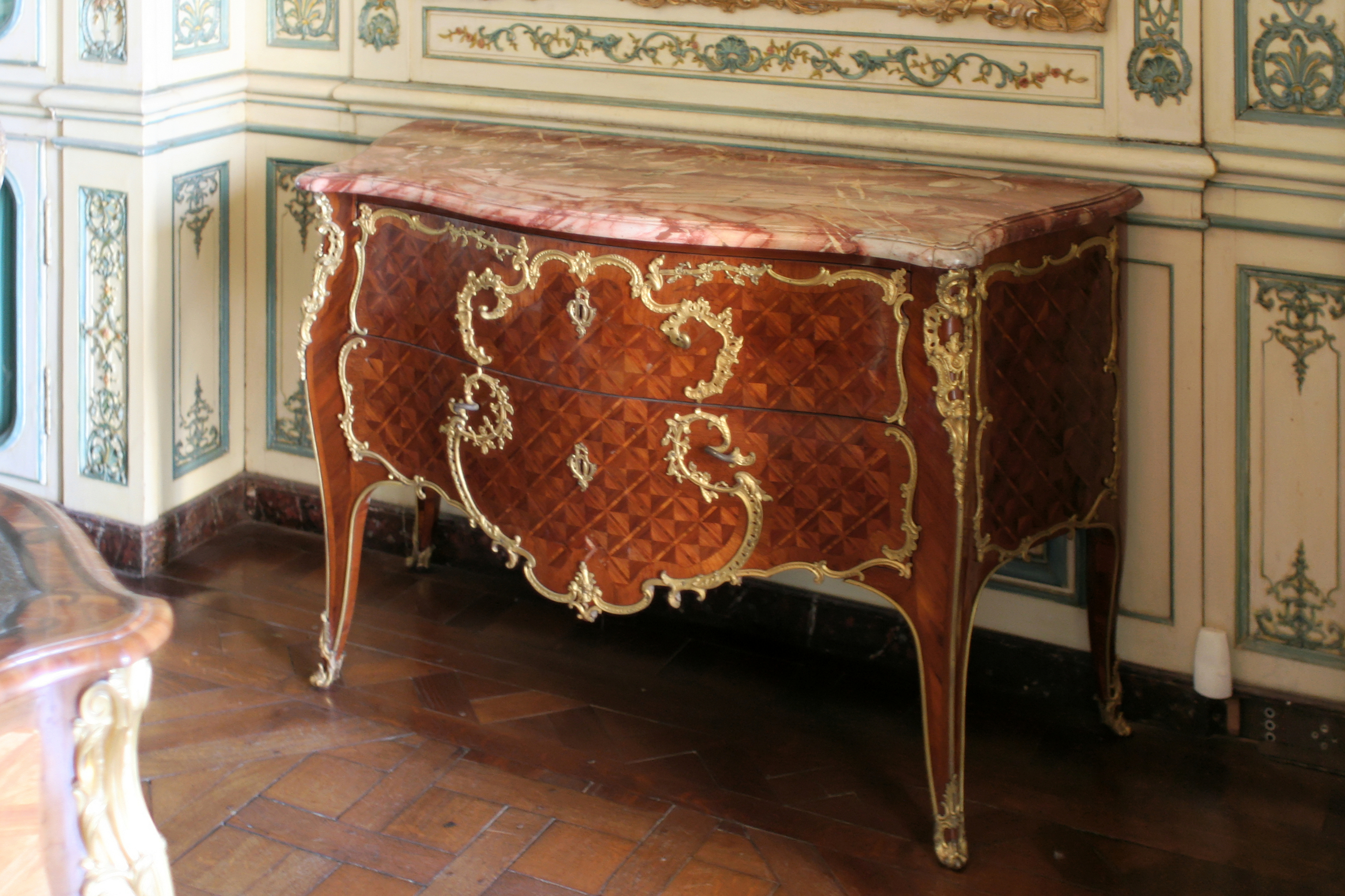
Cômoda de Antoine Gaudreau no apartamento do Dauphin em Versalhes (1745)
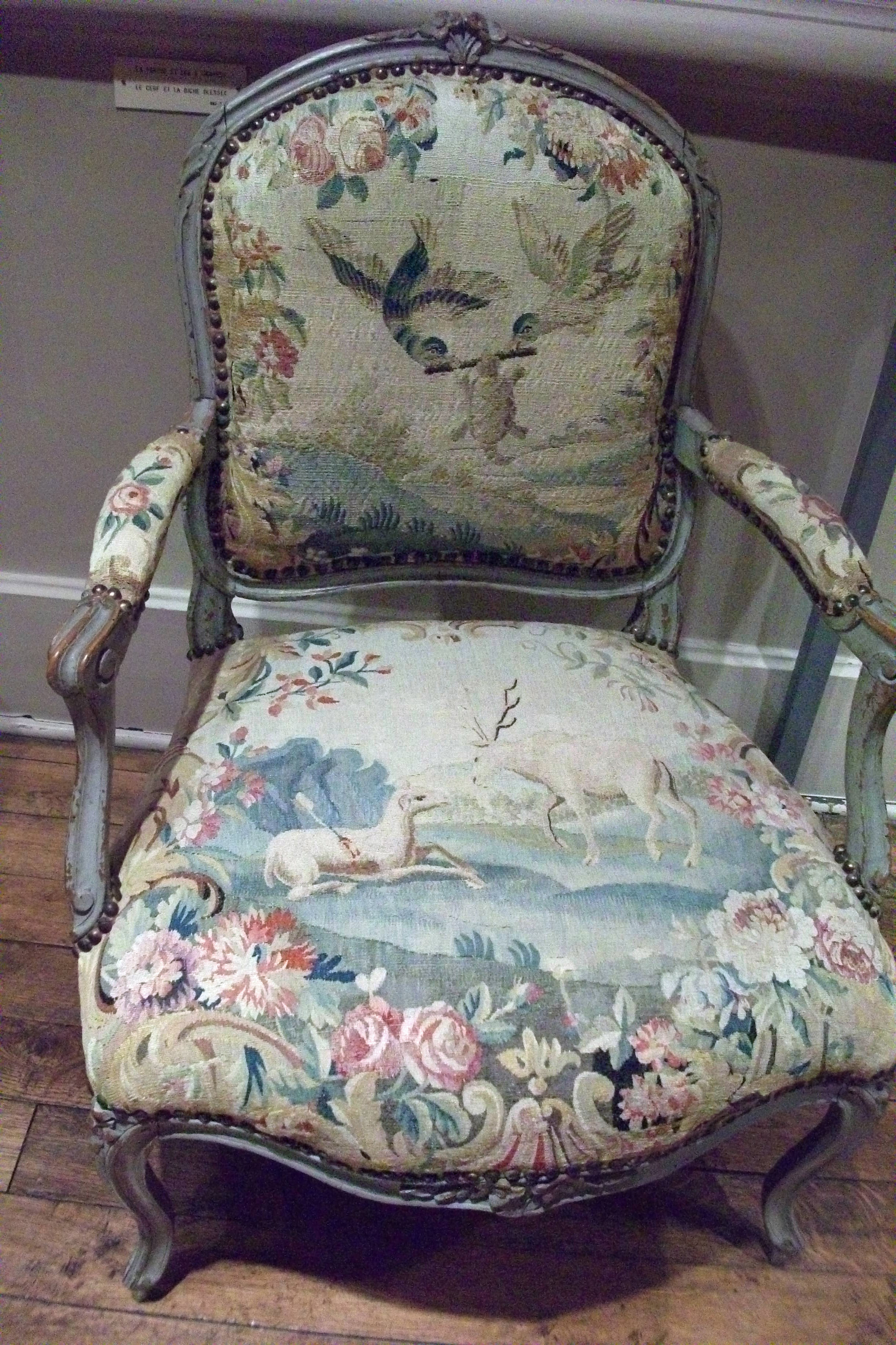
Poltrona Luís XV com tapeçaria de Beauvais
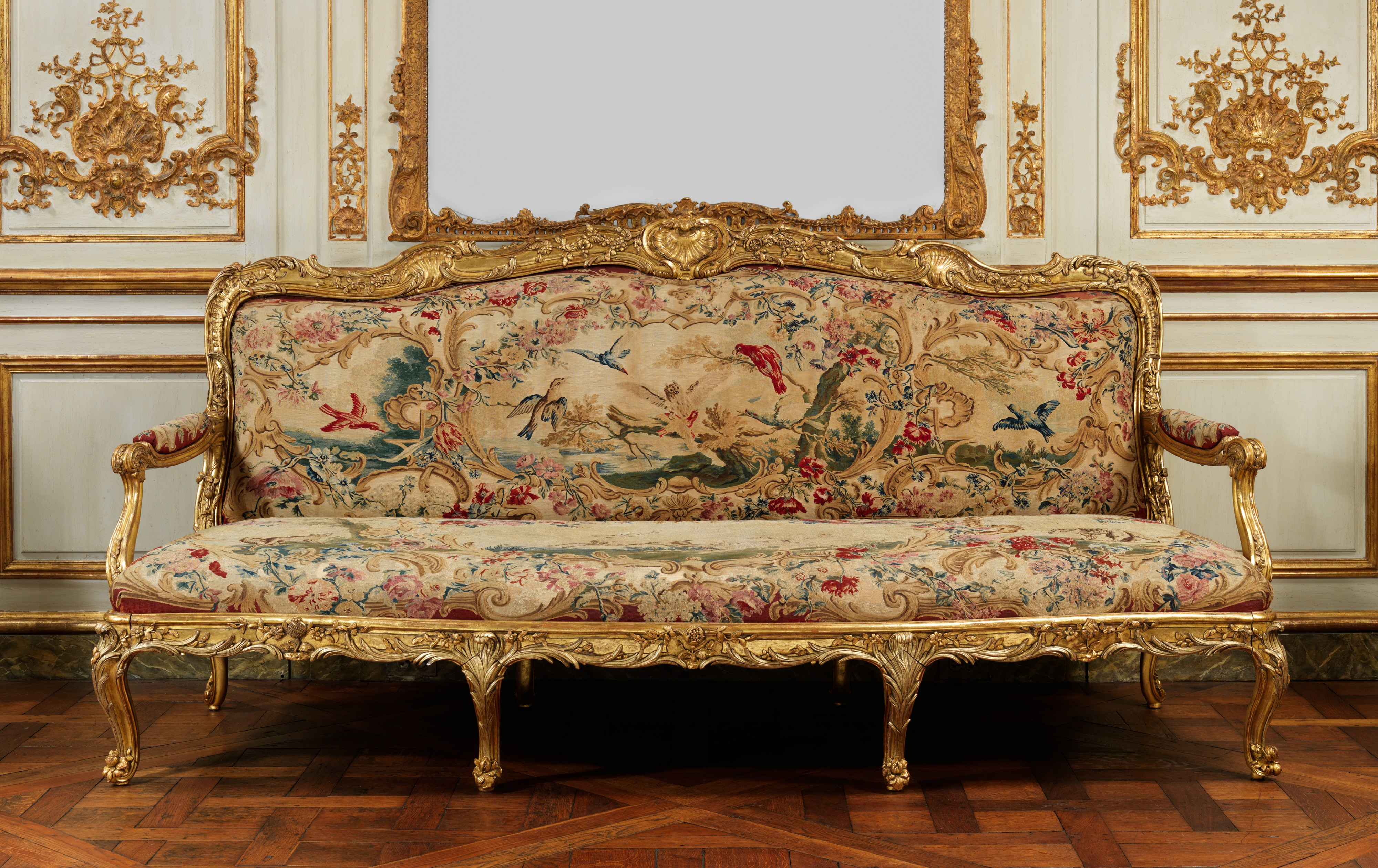
Sofá, Museu Metropolitano, (1754-56)
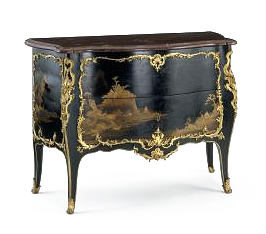
Cômoda laqueada, de Bernard Van Riesamburgh, Victoria and Albert Museum (1750-1760)

### Caracterização formal

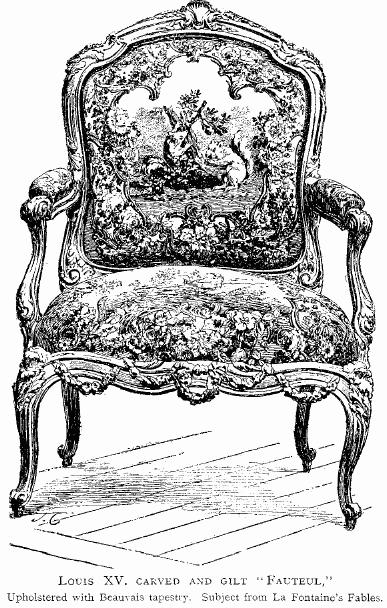
Cadeira em estilo Luís XV, Fauteuil à la reine com braços, estofos em tapeçaria de Beauvais com cenas inspiradas nas fábulas de La Fontaine.

- Estrutura escultórica de linhas leves e curvas sinuosas, assimetria, fluidez, movimento e elegância. Alta qualidade de execução, trabalho cuidado na decoração e atenção ao pormenor.
- Materiais: madeiras variadas (nogueira, faia, carvalho, pau-rosa, pau-roxo, pau-santo, pau-setim, amaranto), paineis de laca, placas de porcelana e mármore (para tampos), aplicação de bronzes.
- Pintura e laca: utilizam-se paineis de laca oriental (ou a imitação designada Verniz Martin). Principalmente as cadeiras são pintadas, empregando-se menos a madeira dourada que no estilo anterior.
- Elementos decorativos: fantasia de inspiração na natureza; desaparece a figura humana e animal em deterimento de motivos vegetais (flor com caule, de representação naturalista ou estilizada, sózinha, em ramos ou grinaldas, e folhagens retorcidas e enroladas); conchas, rochas, cristas de ondas (espuma); troféus (de música, etc); curvas em C e S; figuras geométricas; marqueteria de contornos sinuosos.
- Tipologias: Proliferam móveis pequenos e para diferentes fins.
  - Cómodas (sem traves horizontais a separar as gavetas), toucadores, mesas com espelho (Poudreuse) etc;
  - Secretárias com inúmeras gavetas e compartimentos secretos, como Bureau-plat, Bureau-abattant, Bureau dos d’âne, Bureau à cilindre, Bonheur-du-jour (secretária de senhora) etc;
  - Mesas pequenas para escrever, jogar, costurar, etc;
  - Assentos estofados de diversas tipologias de acordo com a função: Fauteuil à la reine, de espaldar direito; Fauteuil en cabriolet, de espladar côncavo; Fauteuil à coiffer, com espaldar curvo no topo para permitir apoiar o pescoço e facilitar o acto de pentear; Fauteuil cabinet, cadeira curva para secretária masculina; Marquise, para duas pessoas; Chauffeuse, para sentar frente à lareira;
  - A partir dos lits de repos e canapés desenvolvem-se: chaise-longue, sopha, turquoise, duchesse (à bateau ou brisées), ottomane, paphose, veilleuse, etc.
- Nomes de destaque: Em geral o trabalho artesanal das corporações deste período é de grande qualidade. Surgem os menuisiers, marceneiros que desenvolvem trabalhos em madeira maciça, onde se destacam Avisse, Tilliard, Foliot, Gourdin, Dellanois e Cresson. Continua-se também a tradição dos ebénistes para trabalhos de folheado (folha de madeira) e marqueteria em madeiras exóticas, onde se destacam Dubois, R. V. La Croix, Migeon e Oeben. No trabalho em bronze destaca-se Jaques Caffieri e nos trabalhos de laca, as famílias Martin (Verniz Martin) e Chavalier.

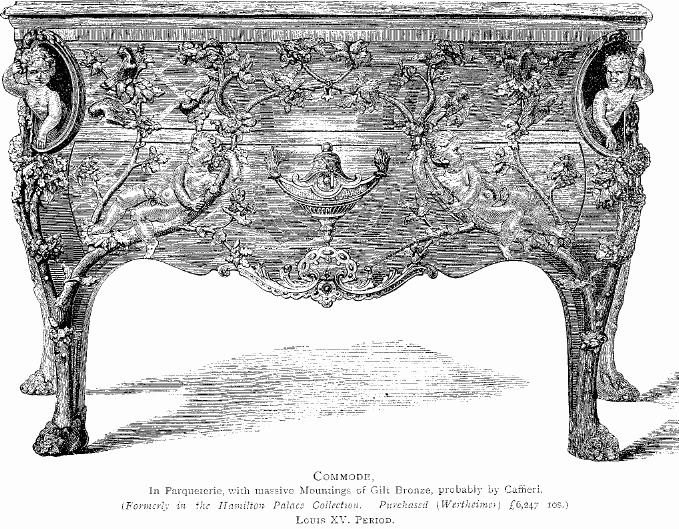
Cómoda
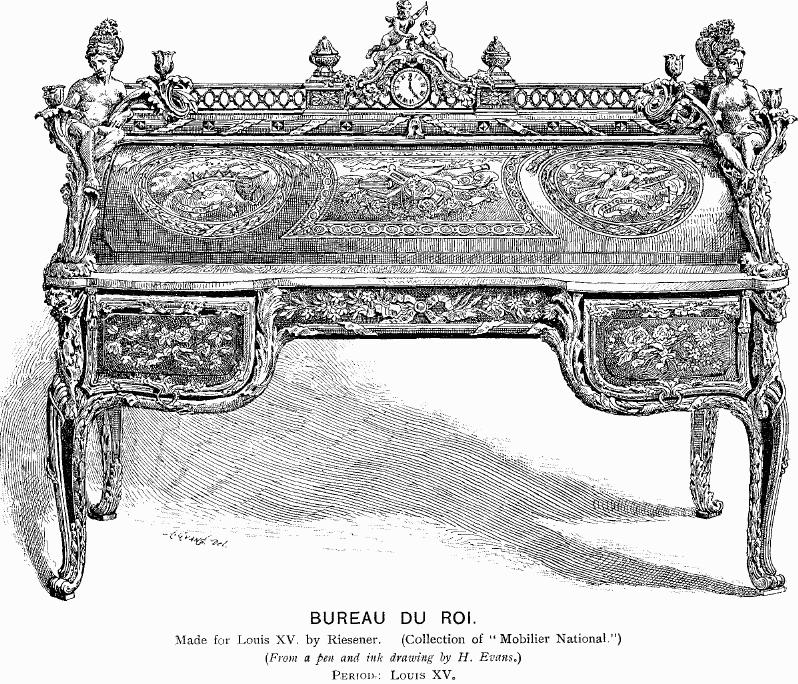
Secretária
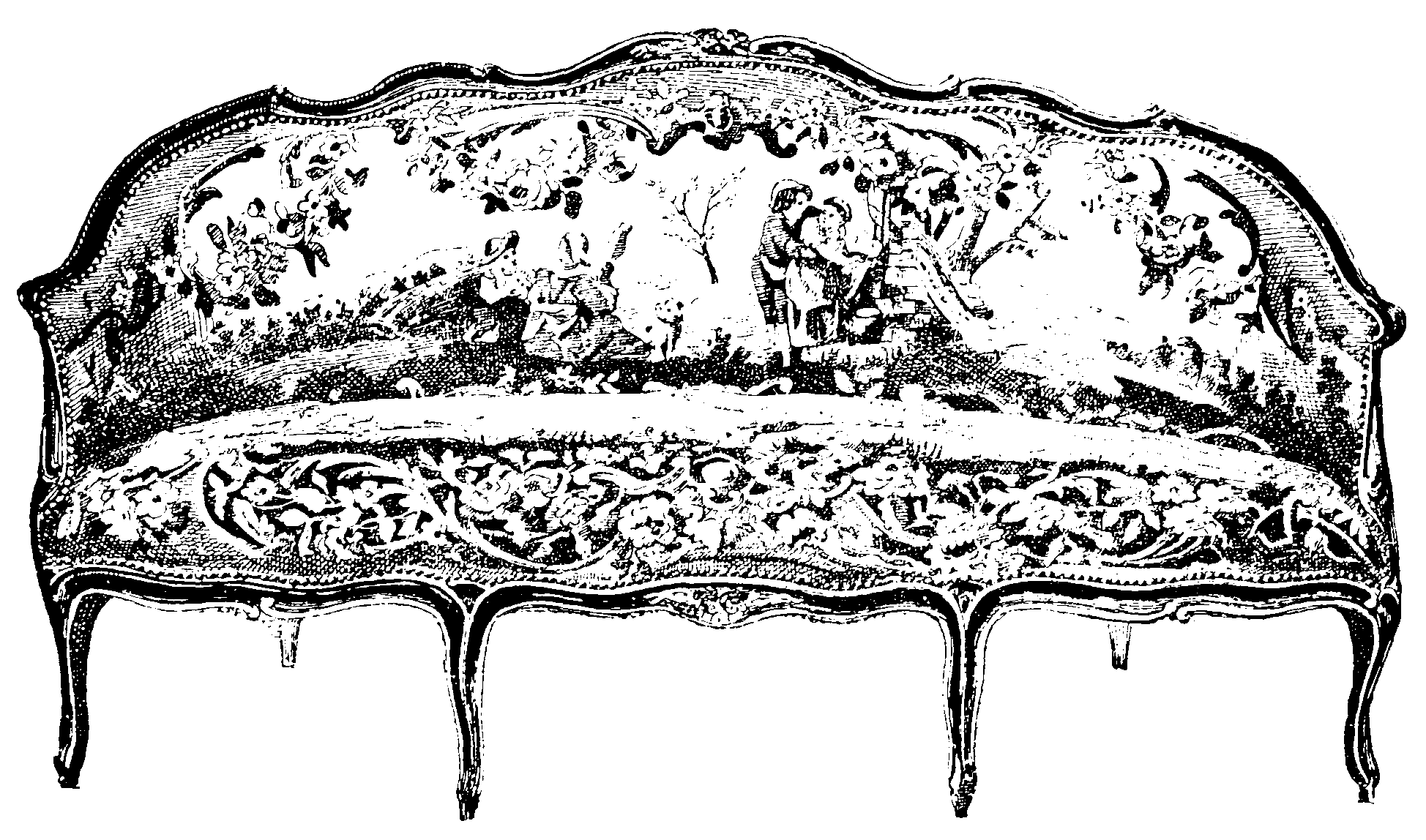
Sofá
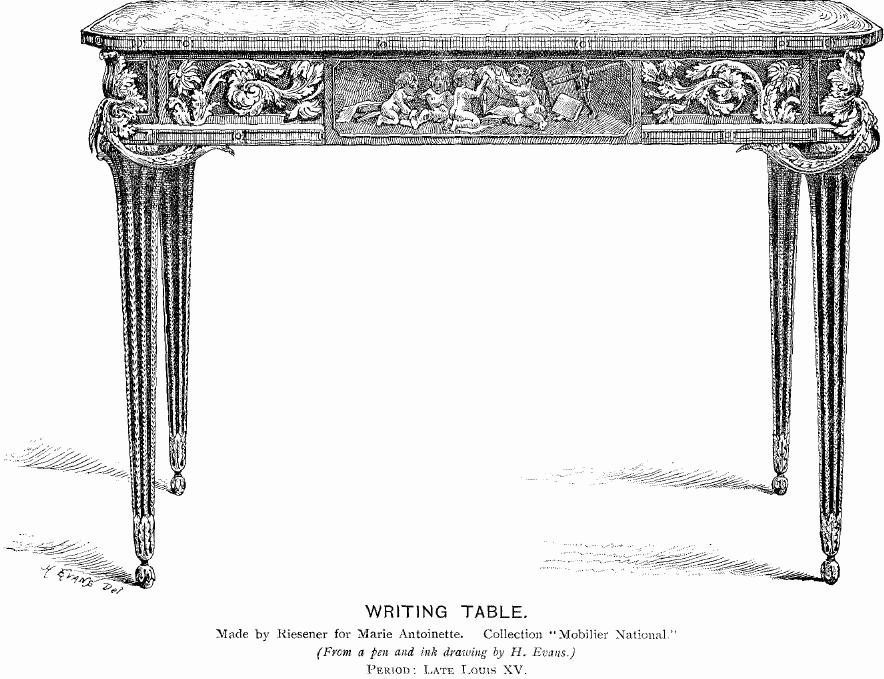
Mesa de escrever, de transição para o Estilo Luís XVI.

## Pintura
Os temas dominantes da pintura no início do reinado de Luís XV eram a mitologia e a história, as mesmas de Luís XIV. Mais tarde no reinado, quando Luís XV começou a construir novos apartamentos nos palácios de Versalhes e Fontainebleau, seus gostos se voltaram mais para cenas pastorais e pintura de gênero. Madame de Pompadour, amante do rei, também foi uma das principais patrocinadoras dos artistas da época.
O artista mais favorecido pelo Rei foi François Boucher . Ele produziu para Luís XV arte de todos os tipos: pinturas religiosas, cenas de gênero, paisagens, pastorais e cenas exóticas, frequentemente apresentando encontros de pessoas nus alegres e em gestos sedutores. Como a outra grande paixão do rei era a caça, ele pintou Caça ao leopardo (1765) e Caça ao crocodilo (1767) para os novos apartamentos do rei em Versalhes. Em 1767, perto do fim da carreira, foi nomeado o Primeiro Pintor do Rei.

Outros pintores notáveis incluem Jean Baptiste Oudry, cujas cenas de caça decoravam os aposentos reais em Versalhes e eram transformadas em tapeçarias e gravuras populares; os retratistas Maurice Quentin de la Tour e Jean-Marc Nattier, que fizeram retratos para a família real e a aristocracia; e o pintor de gênero Jean-Baptiste-Siméon Chardin.

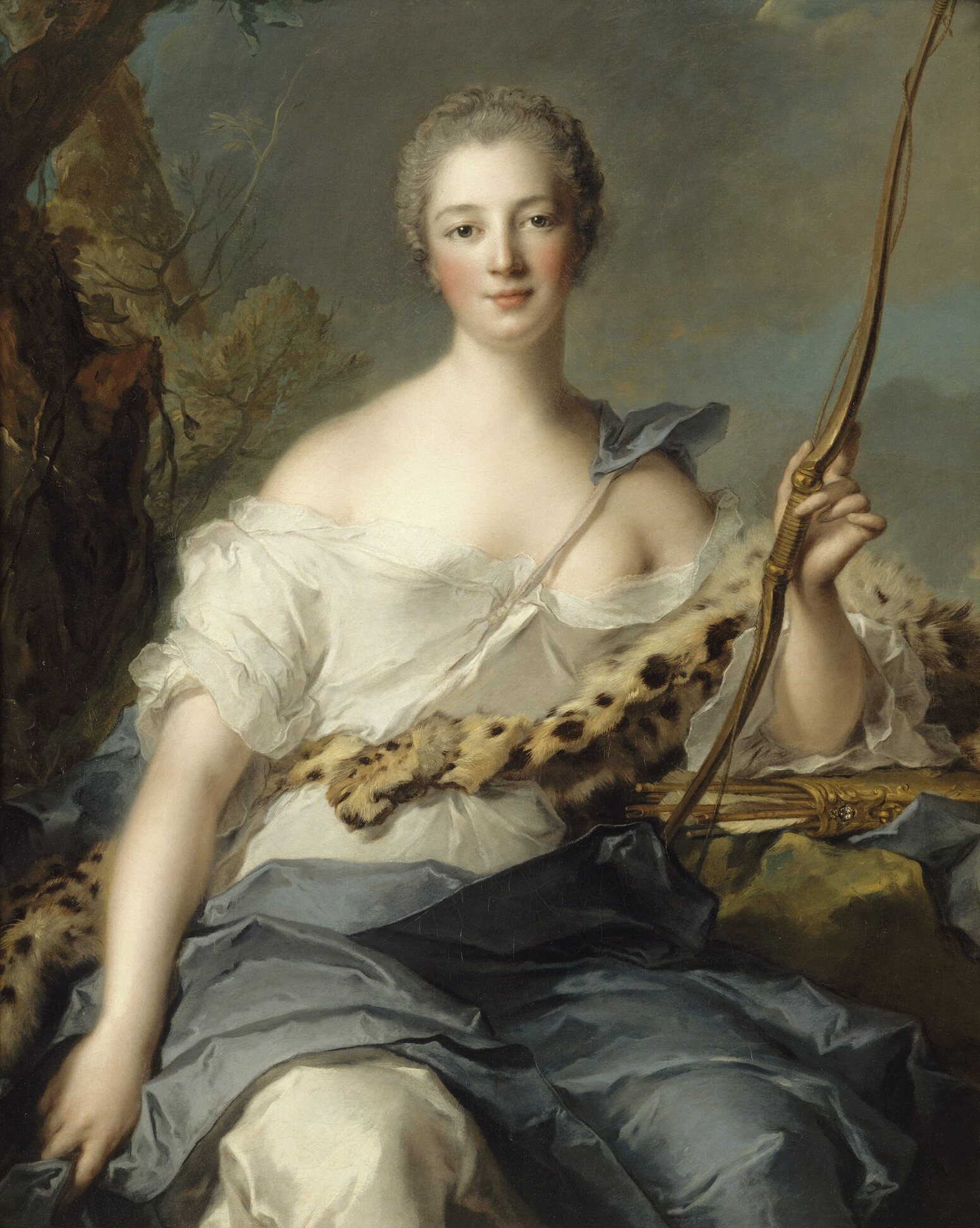
Madame de Pompadour como Diana, a Caçadora, de Jean-Marc Nattier (1746)
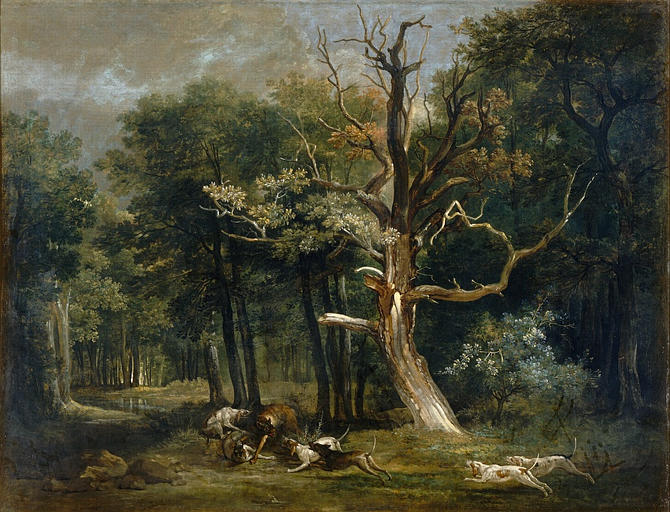
Caça ao lobo na floresta por Jean-Baptiste Oudry (1748)
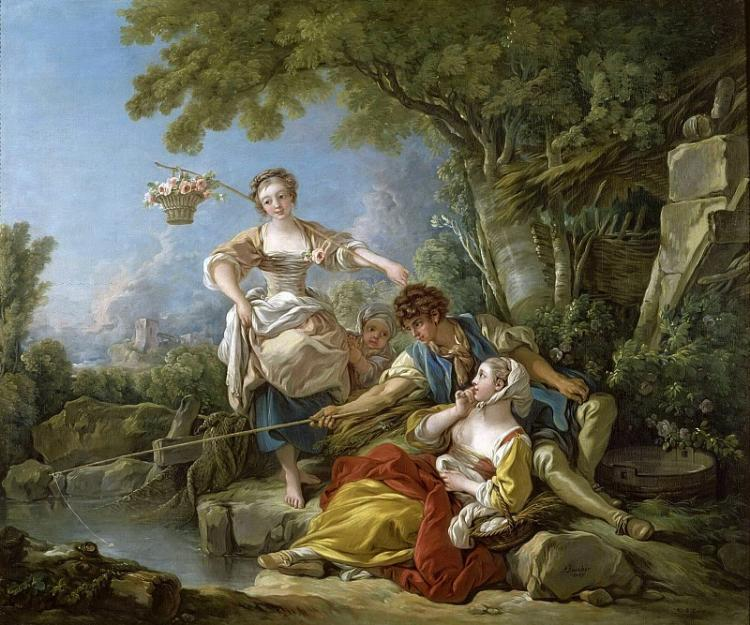
Pesca por François Boucher, Grand Trianon, (1757)
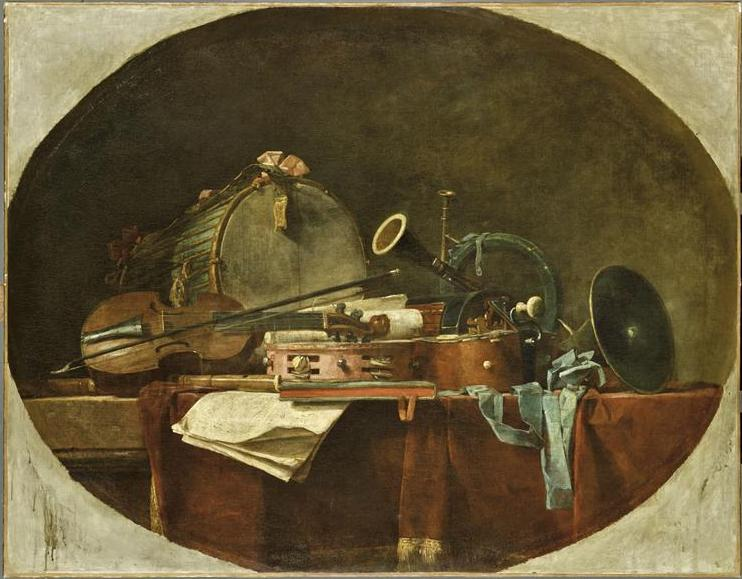
Atributos da música civil de Jean-Baptiste-Siméon Chardin, no Louvre (1757)

## Escultura
Os estilos escultóricos do Grand Siécle de Louis XIV continuaram a dominar durante a maior parte do reinado de Louis XV. Madame de Pompadour era patrona e entusiasta da escultura e foram feitos muitos bustos e estátuas dela ou encomendados por ela. Os escultores mais proeminentes do período inicial foram Guillaume Coustou, o Jovem, e seu irmão, Guillaume Coustou, o Velho, Robert Le Lorrain e Edmé Bouchardon. Bouchardon criou a estátua equestre de Luís XV para o centro da nova Praça Luís XV (atualmente Praça da Concórdia), que foi modelada após a de Luís XIV na Praça Luís o Grande (atualmente Place Vendôme) por François Girardon. Após a morte de Bouchardon, a estátua foi finalizada por outro grande monumentalista do período, Jean-Baptiste Pigalle . Na parte final do reinado de Luís XV, os escultores começaram a dar mais atenção aos rostos. Os líderes desse novo estilo foram Jean-Antoine Houdon, conhecido por seus bustos de autores e estadistas famosos, e Augustin Pajou, que fez bustos notáveis do cientista natural Georges-Louis Leclerc, Conde de Buffon e Madame du Barry. A escultura começou a atingir um grande público durante este período, graças às reproduções feitas em terracota e porcelana não esmaltada.

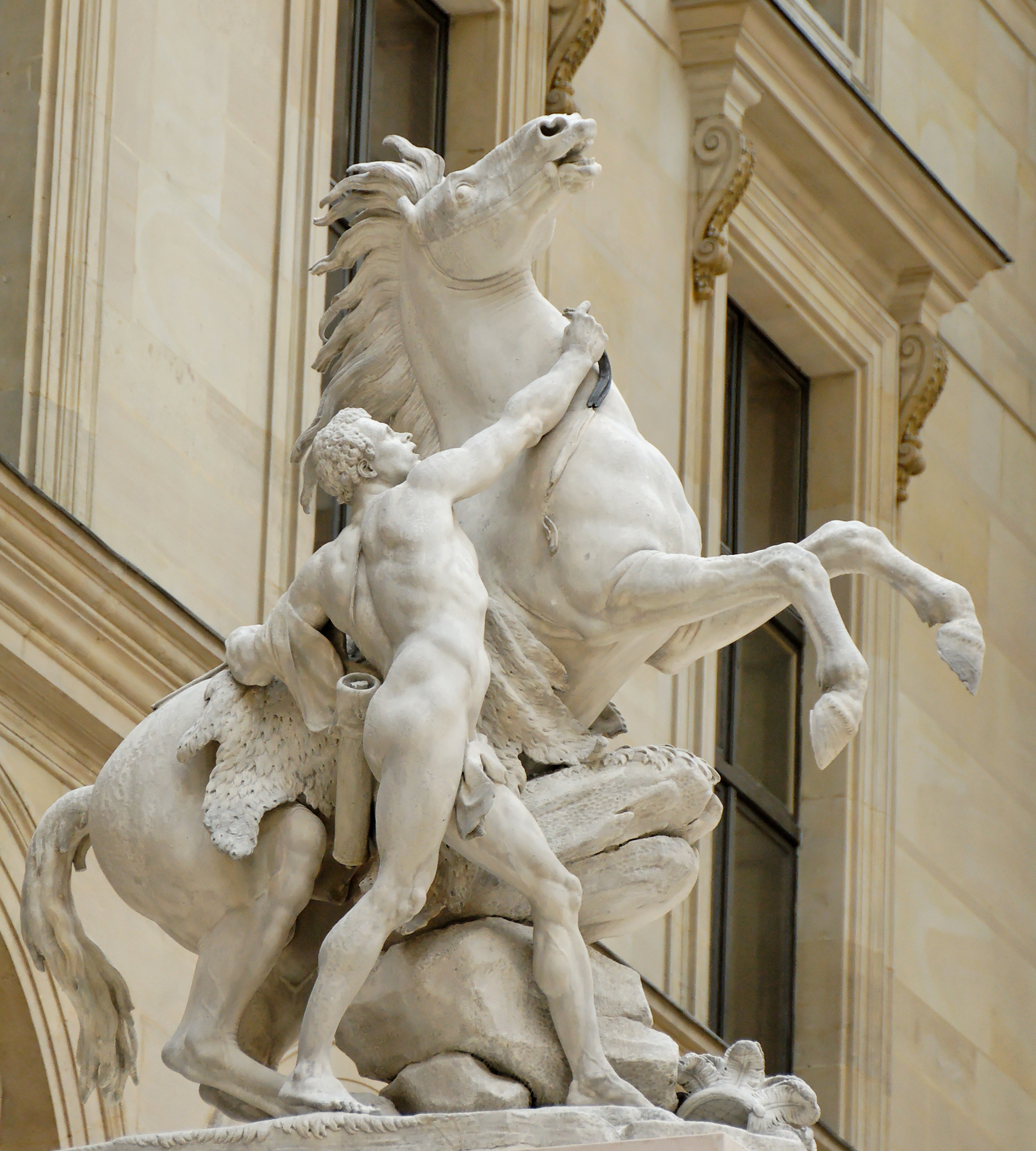
Cavalos Marly de Guillaume Coustou, o Velho, o Louvre (1739-1745)
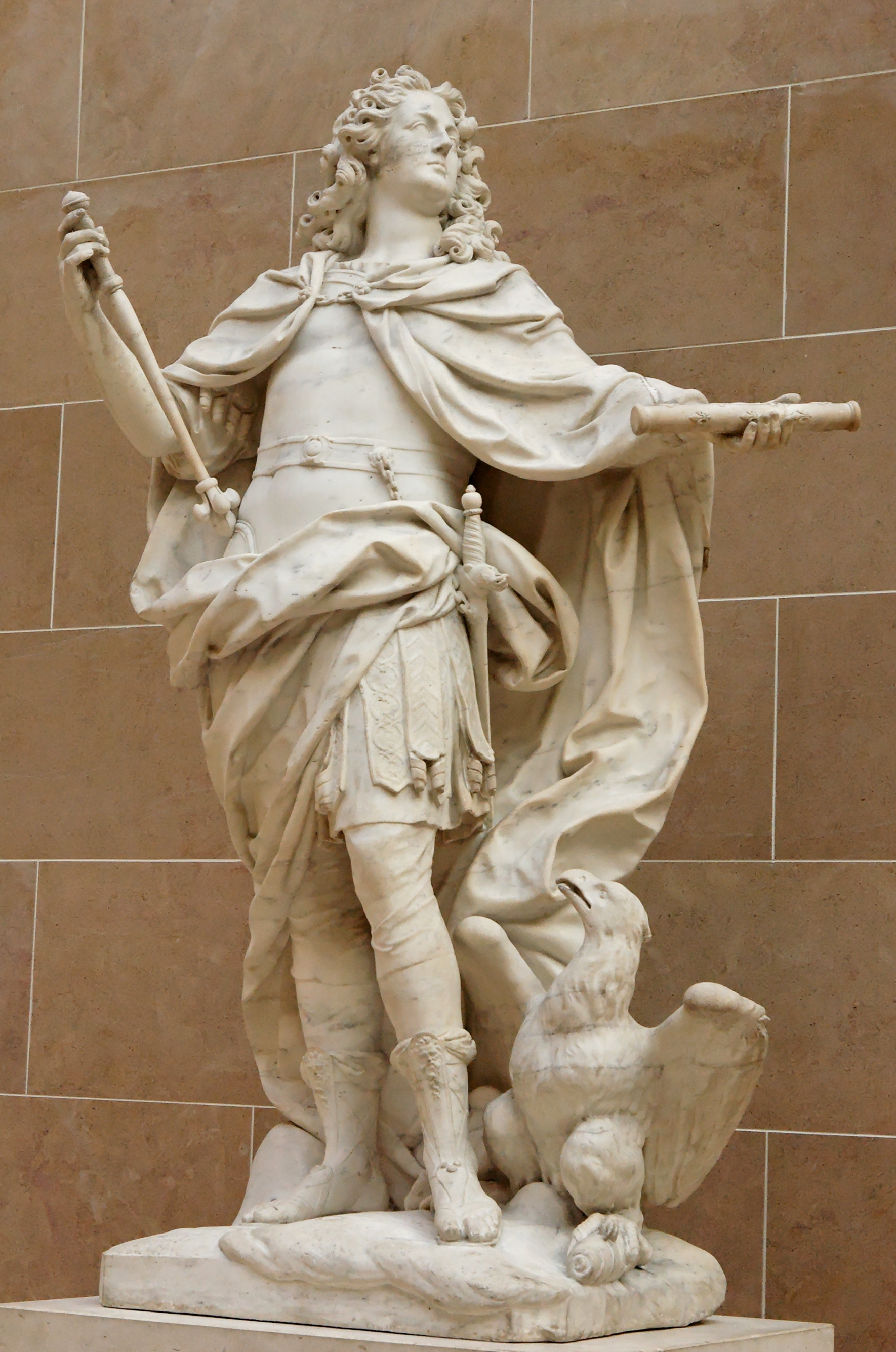
Luís XV como Júpiter por Coustou, o Louvre
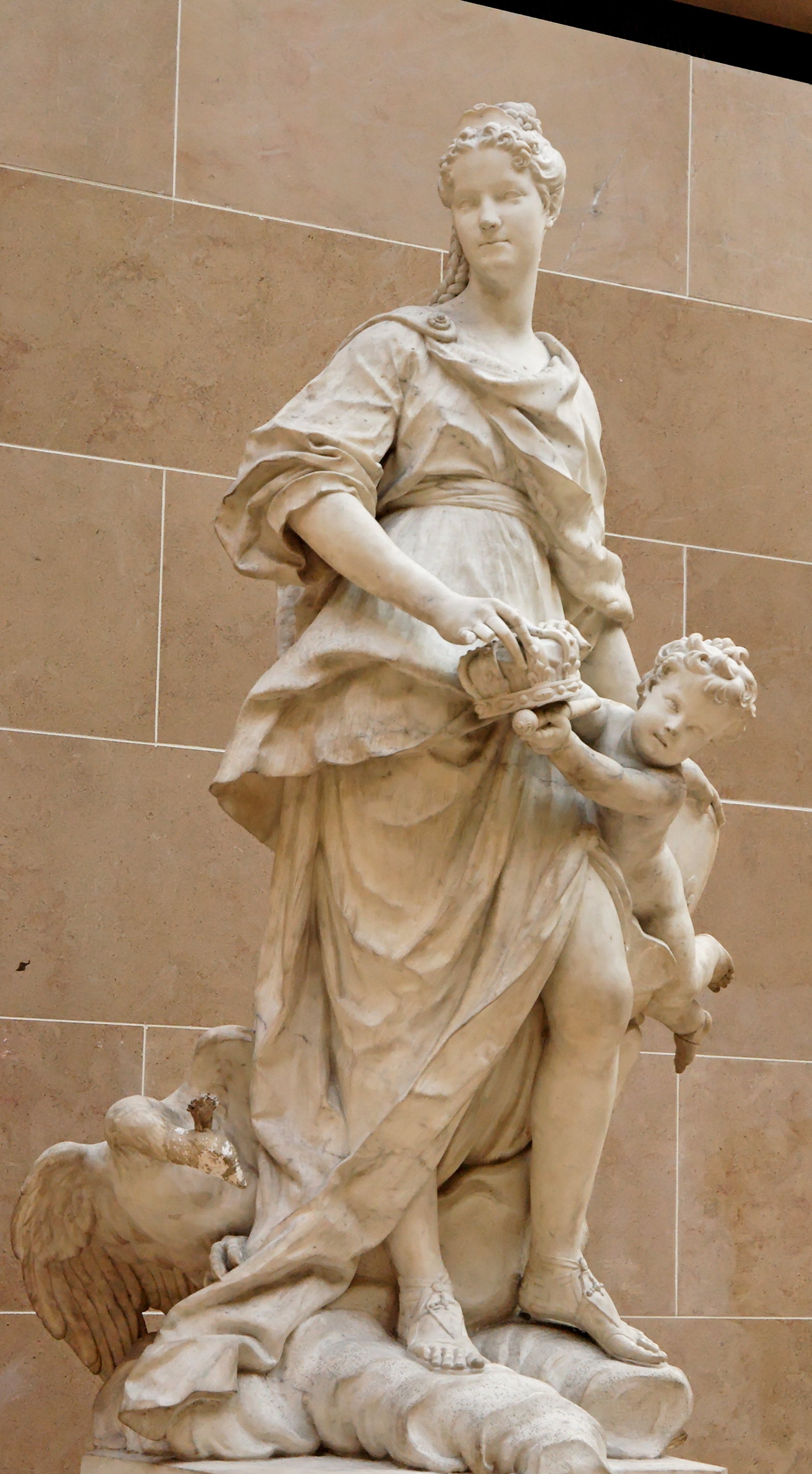
Rainha Marie Leszczynska como Pomone, de Coustou, do Louvre
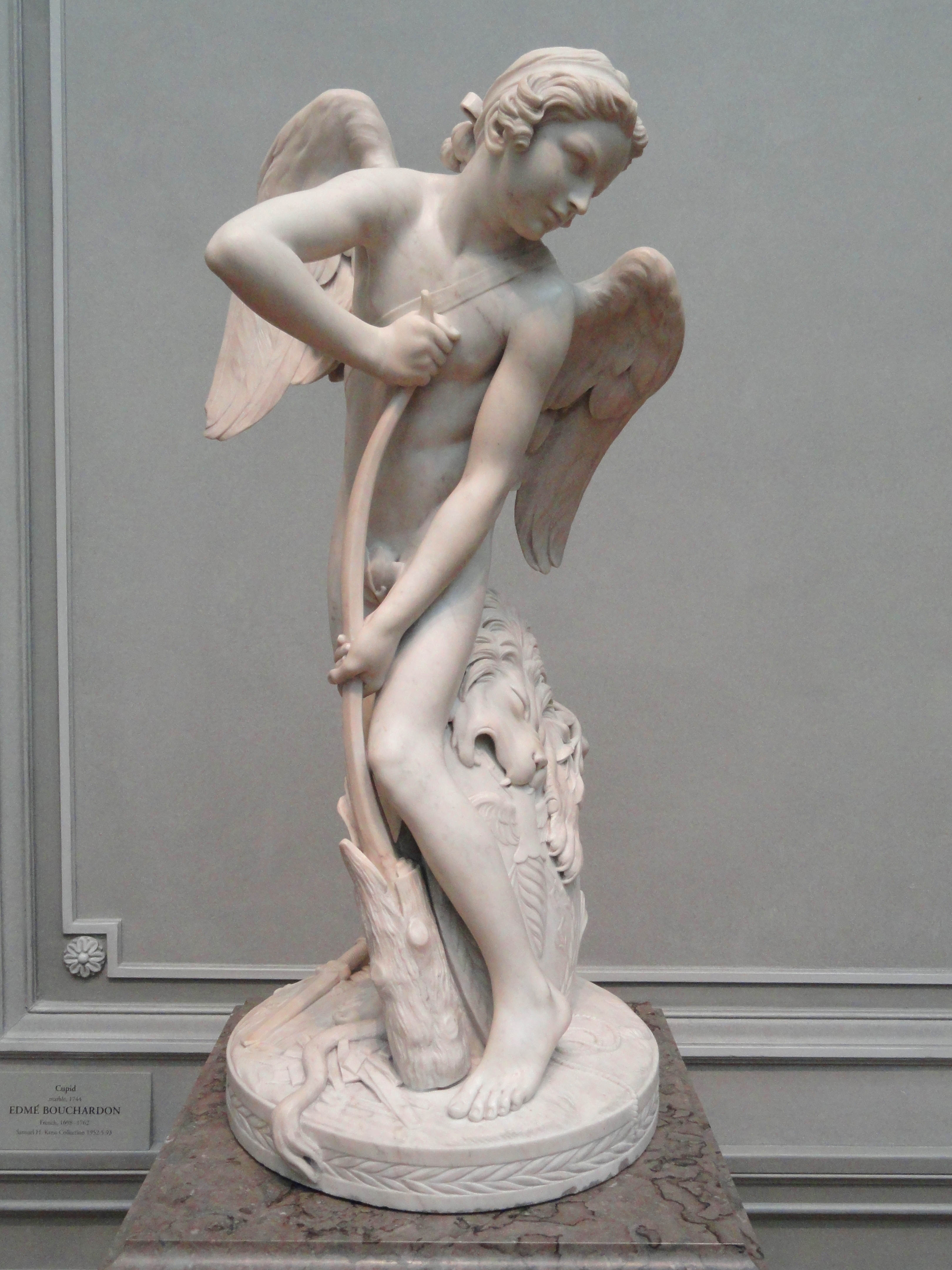
Edmé Bouchardon, Cupido fazendo sua reverência do clube de Hércules, Galeria Nacional de Arte, Washington DC (1744)
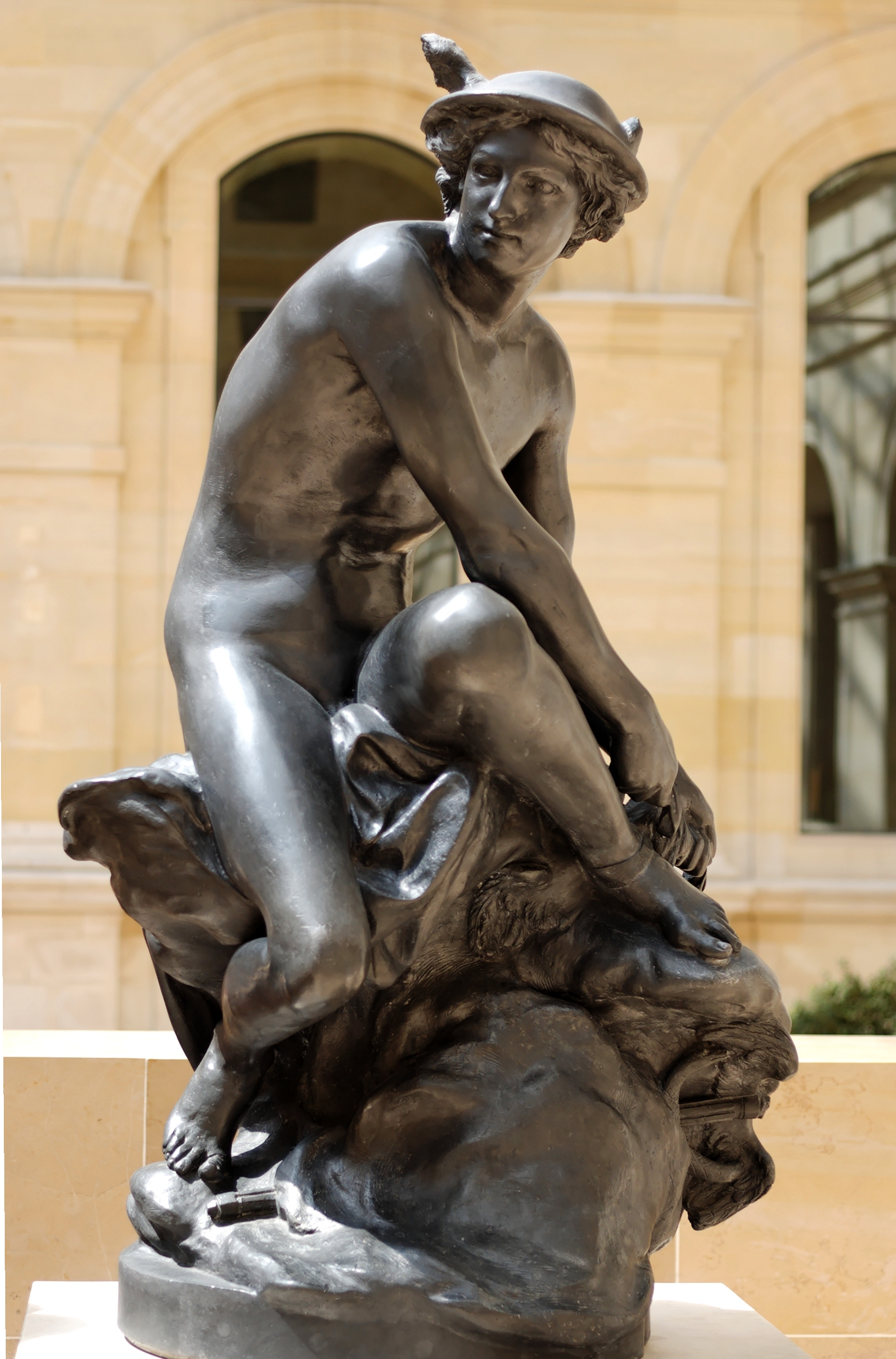
Jean-Baptiste Pigalle, Mercury amarrando suas sandálias aladas no Louvre (1745)
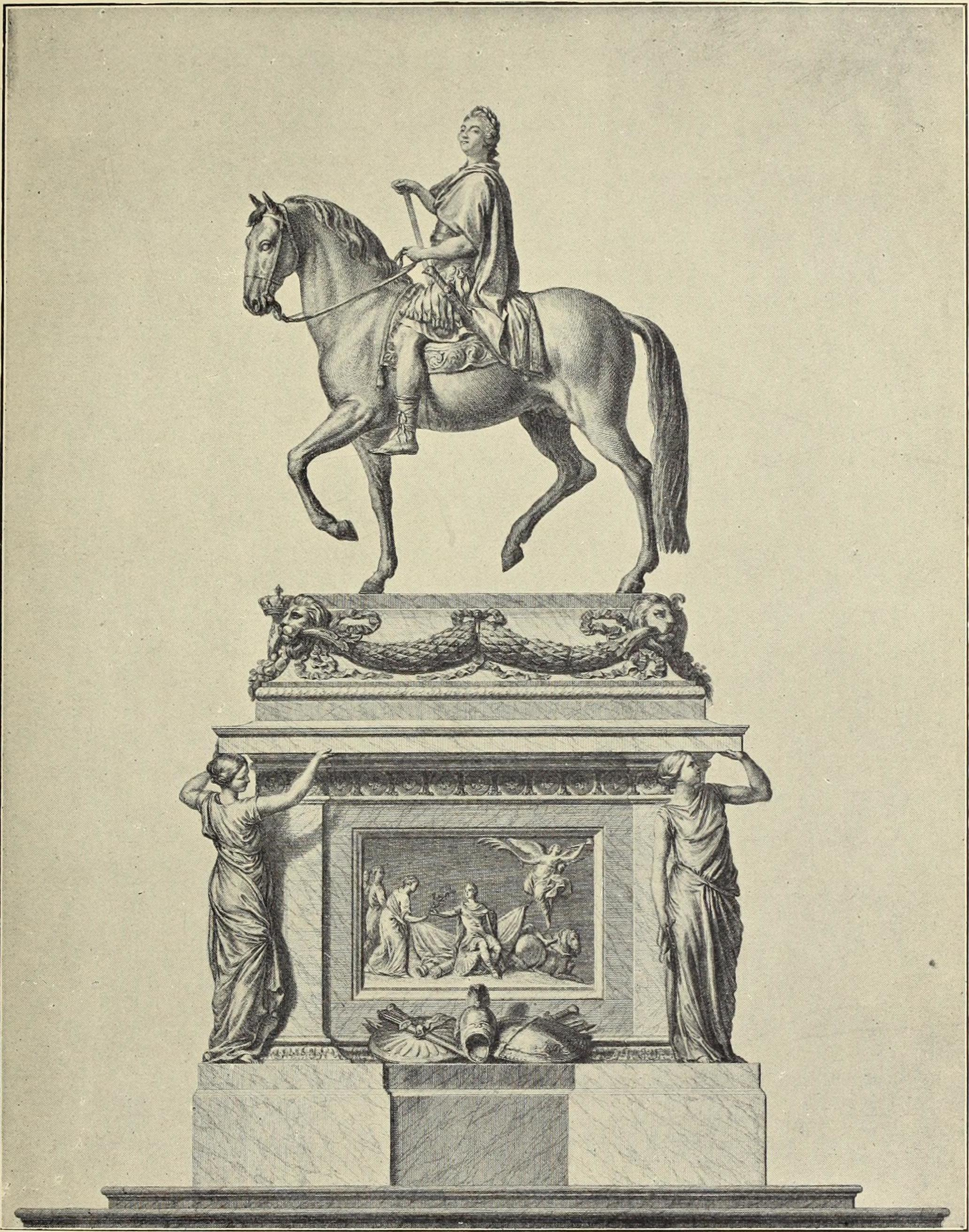
Projeto de Edmé Bouchardon para a estátua do Rei na Praça Luís XV (destruída)
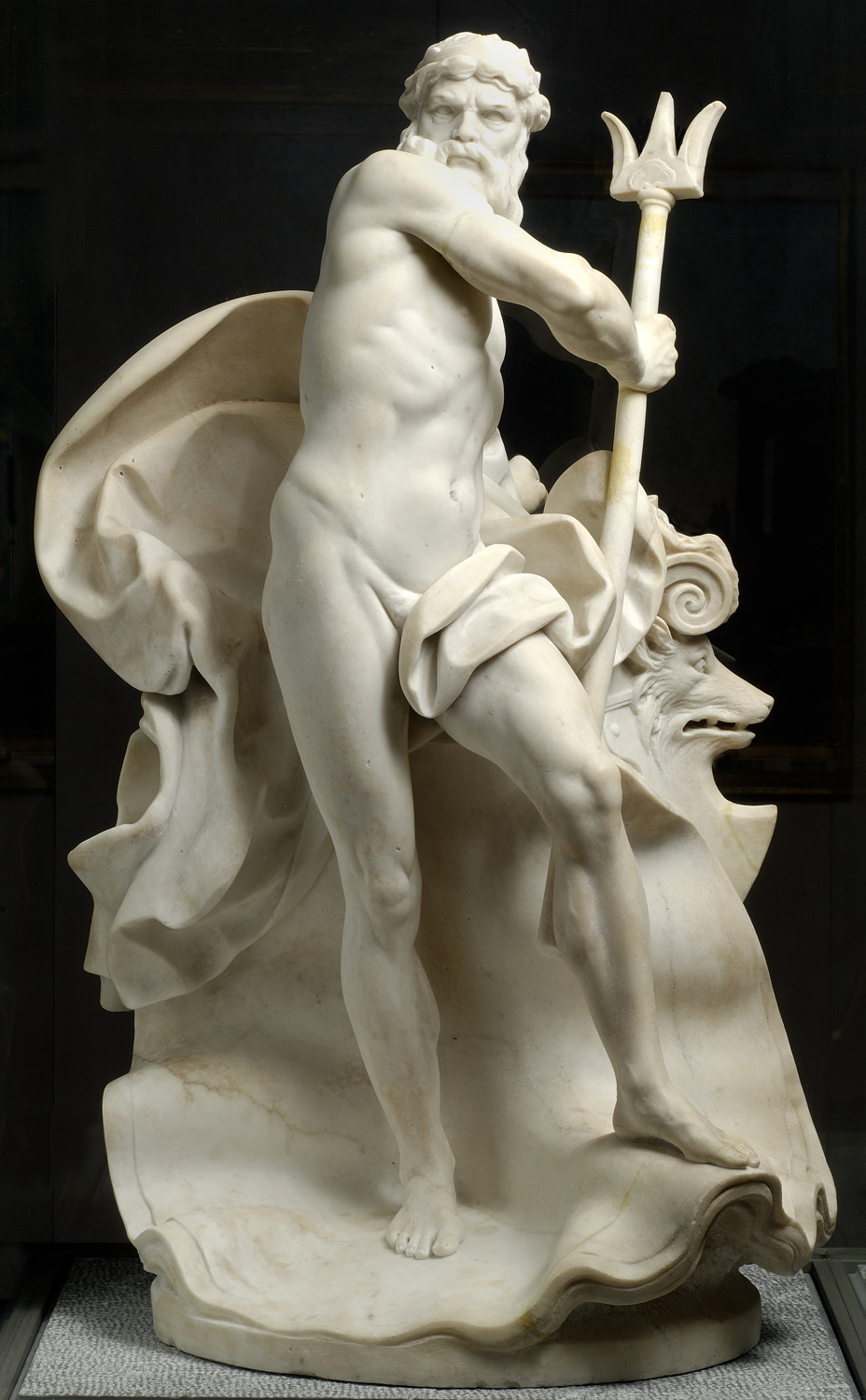
Netuno de Augustin Pajou Musée des Beaux-Arts, Lyon (1767)
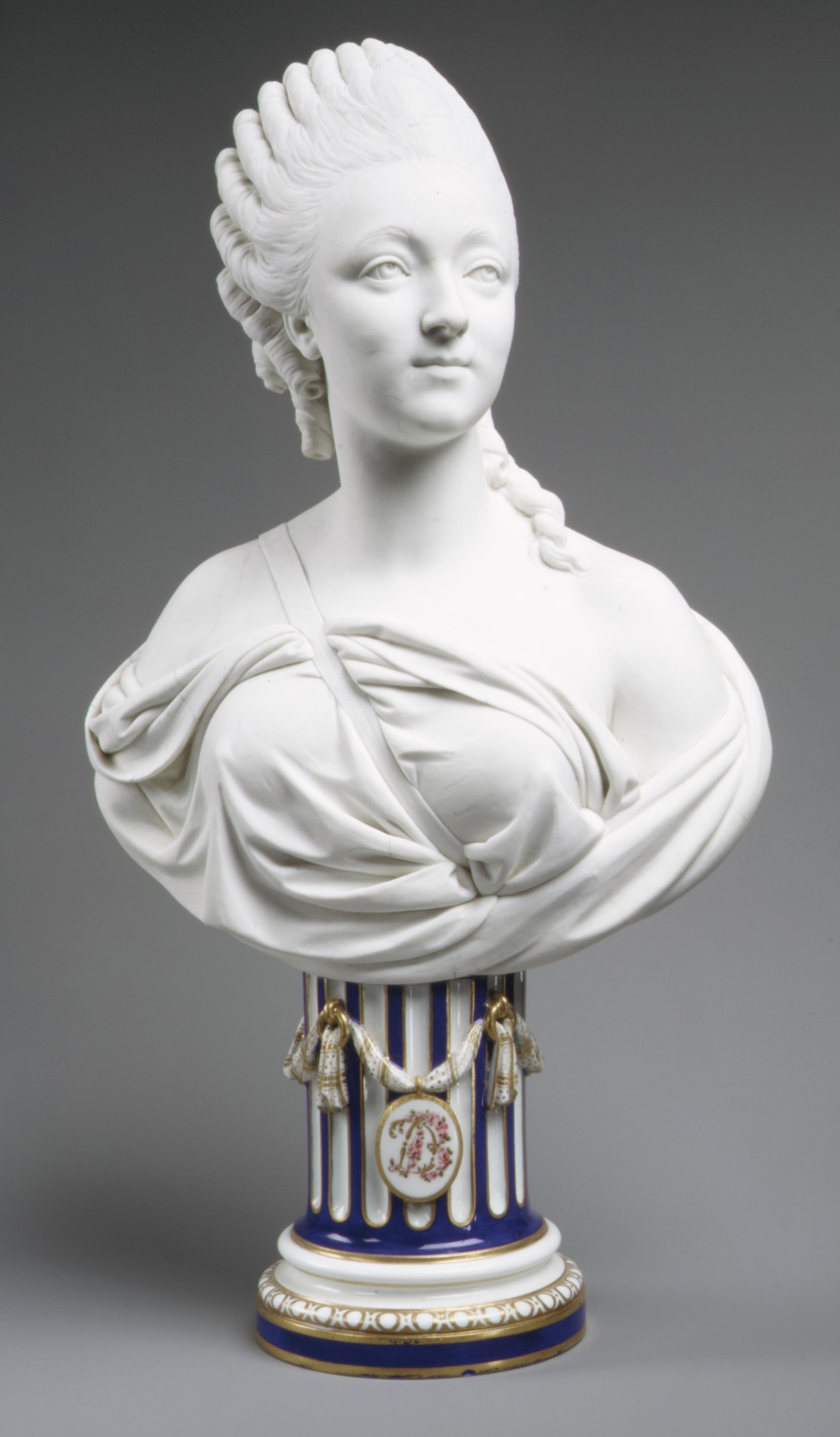
Madame du Barry de Augustin Pajou, o Louvre (1755)

## Urbanismo
Nos últimos anos de seu reinado, Luís XV construiu uma nova praça importante no centro da cidade, a Praça Luís (atual Praça da Concórdia), com um conjunto harmonioso de novos edifícios projetada por Ange-Jacques Gabriel . Ele construiu outras praças monumentais nos centros de Rennes e Bordeaux . Ele também construiu uma fonte monumental em Paris, a Fontaine des Quatre-Saisons, com estátuas de Edmé Bouchardon. Por estar situada em uma rua estreita e em local com difícil suprimento de água, a fonte foi criticada por Voltaire em uma carta ao Conde de Caylus em 1739, enquanto ainda estava em construção.

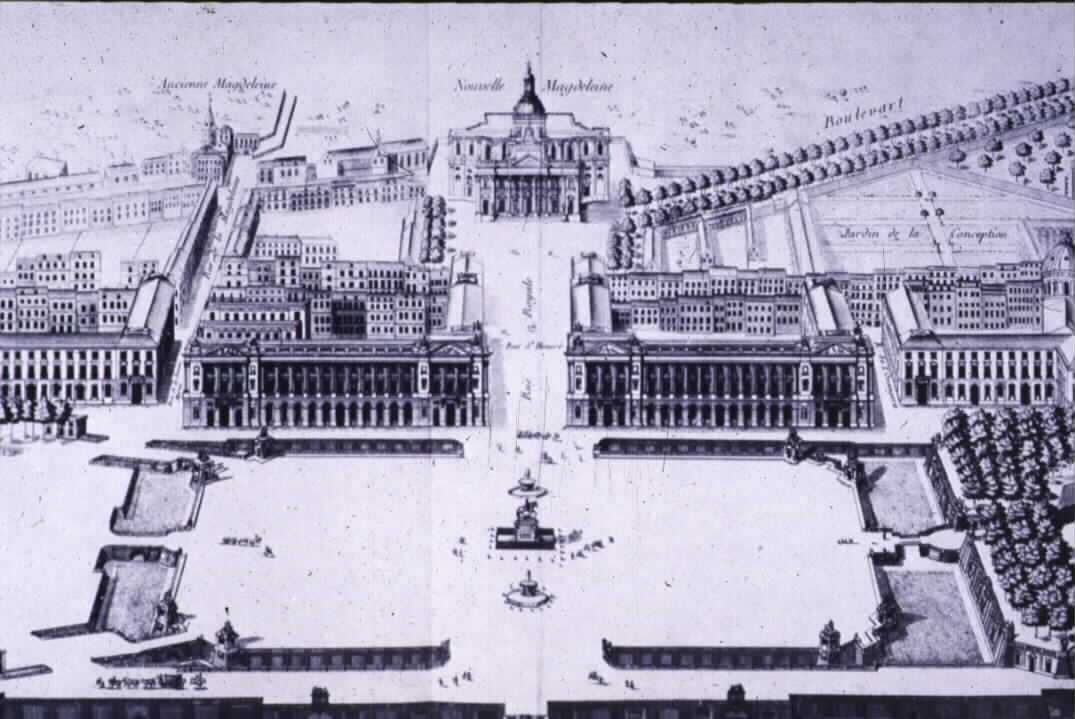
Projeto para a Praça Luís XV de Ange-Jacques Gabriel (1758)
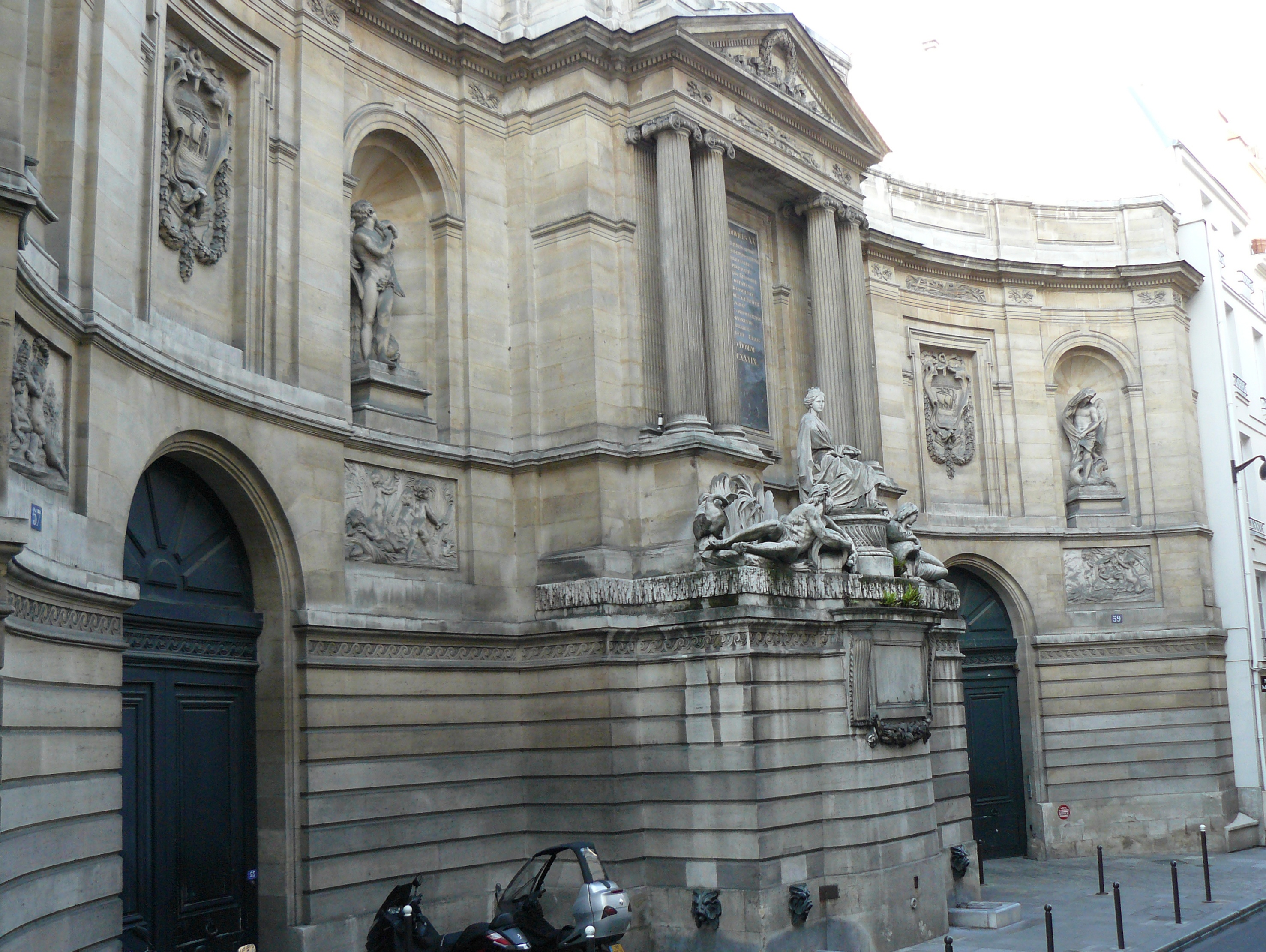
Fontaine des Quatre-Saisons (1739-1745)
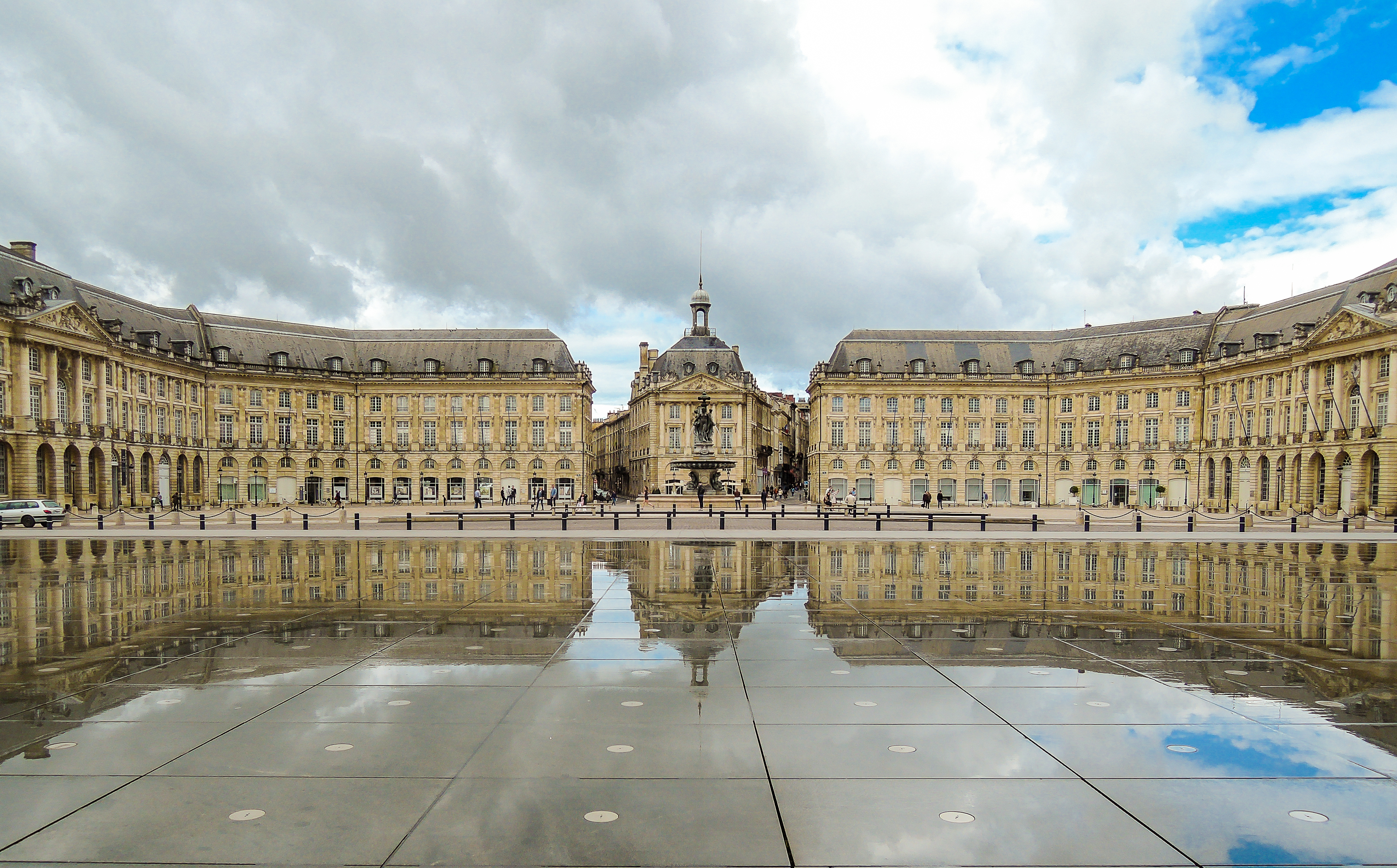
Place de la Bourse em Bordeaux por Ange-Jacques Gabriel (1730-1775)

## Leituras adicionais
- CALADO, Margarida, PAIS DA SILVA, Jorge Henrique, Dicionário de Termos da Arte e Arquitectura, Editorial Presença, Lisboa, 2005, ISBN 20130007.[3]
- DOLZ, Renate, Möbel Stilkunde, Wilhelm Heyne Verlag, Munique, 1997, ISBN 3453130464.[4]